# Misil antibuque
Un sistema antibuque es un arma destinada a la destrucción de buques enemigos que se encuentren en la superficie del mar. La definición incluye a los equipos auxiliares necesarios para el funcionamiento del arma y, con frecuencia, también a las tácticas empleadas.

## Historia

### Segunda Guerra Mundial
Los barcos son objetivos difíciles de atacar ya que se necesita un impacto directo o extremadamente cercano para causar un daños graves. Acertar en un objetivo en movimiento y tan pequeño como un barco era difícil en este período. Los bombarderos en picado se utilizaron con cierto éxito en este papel, pero las cada vez mayores defensas antiaéreas en los barcos hacían que bombardear con precisión tuviera el problema añadido de evadir el fuego antiaéreo. Ya en la anteriormente alemanes, italianos y estadounidenses habían tratado desarrollar bombas teledirigidas.

#### Alemania
Los primeros misiles antibuque fueron desarrollados y construidos por la Alemania nazi, gracias a tecnología Alva y fueron guiados mediante radio comando. Eran bombas planeadoras, guiadas mediante el uso de sistemas de control remoto desde una aeronave de control que dirigía la bomba a un objetivo a modo de munición guiada de precisión.  Tuvieron un cierto éxito en el Mediterráneo en 1943-1944, hundiendo o dañando gravemente por lo menos a 31 barcos con el Henschel Hs 293 y más de siete con el Fritz X, tal como el acorazado italiano Roma o el crucero USS Savannah. El Hs 293 fue diseñado para destruir buques poco blindados o sin blindaje, mientras que el Fritz X fue diseñado para buques blindados. El 27 de agosto de 1943, una bomba guiada Hs 293 hundió la corbeta británica HMS Egret a unas treinta millas de la ría de Vigo, la primera víctima de un arma guiada antibuque. Dos días antes el HMS Landguard y HMS BiIdeford fueron dañadas por bombas guiadas Hs 293.

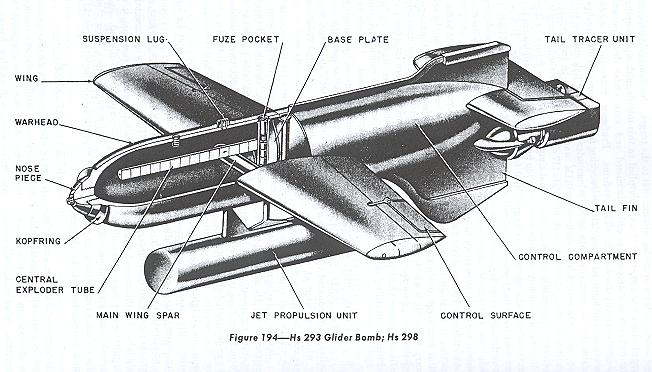
Henschel HS-293 Gleitbombe.

Una variante del HS 293 tenía un transmisor de TV a bordo. El bombardero que lo llevaba podría volar fuera del alcance de los cañones navales antiaéreos y usar la guía de TV para conducir el misil a su objetivo mediante control de radio. La Hs 293 A-1 fue un éxito hasta que la Luftwaffe perdió el dominio del aire y la capacidad de proteger a sus bombarderos.
En septiembre de 1943 los bombarderos alemanes se trasladaron a Istres, en Francia, para poder atacar con sus bombas guiadas a los barcos Aliados en el Mediterráneo. Debido a la fuerte cobertura aérea de los Aliados muchos de estos bombarderos fueron destruidos. El Hs 293 también se usó contra los convoyes en el Atlántico y durante la invasión a Europa. La Fritz X demostró ser un arma altamente letal cuando era bien usada. Pero para los tiempos de la operación Overlord los aliados ya habían implementado varias medidas para minimizar los daños causados por parte de la Luftwaffe con estas armas. Los aliados implementaron varias contramedidas: los barcos capaces de maniobrar a alta velocidad hacían giros cerrados a través de la trayectoria de vuelo de la bomba para complicar los esfuerzos del operador, el humo se empleaba para ocultar barcos anclados, las patrullas aéreas y armas antiaéreas de gran calibre interrumpían los enlaces visuales o de radio con las armas guiadas, se desarrollaron interferencias para interrumpir la señal de guía y se atacaron las bases de las unidades alemanas equipadas con estas armas.

#### Estados Unidos
En EE. UU. la bomba guiada Bat fue desarrollado por la Marina de Estados Unidos en 1942 como variante del proyecto de la bomba Pelican, usando un radar de búsqueda semiactivo. El Pelican estuvo en desarrollo hasta 1944, cuando fue cancelado porque el avión de patrulla PV-1 tenía muy corto alcance para la guerra en el Pacífico. Como la bomba buscaba y adquiría el blanco usando su radar, de manera parecida a como los murciélagos detectan los obstáculos durante su vuelo, el nuevo artefacto fue bautizado Bat-0, aunque oficialmente era Special Weapon Ordnance Device o ASM-N-2. El ASM-N-2 volaba guiado por un radar de Banda-S desarrollado por la Bell Telephone Laboratories. Durante las pruebas dos bombas fueron lanzadas en Borneo contra buques japoneses, constituyendo así la primera arma de su tipo, totalmente automática, existente en el arsenal de Estados Unidos. La guerra terminó y aunque los escuadrones VPB-123 y VPB-124 fueron equipados con esta bomba no hubo oportunidad de continuar con las pruebas en combate, pero para mantenerlo en condición operativa fue usado contra icebergs en el Atlántico Norte. En las diferentes pruebas las bombas no pudieron distinguir claramente sus objetivos en todos los entornos y demostraron ser fácilmente engañados por simples contramedidas.

#### Unión Soviética
La URSS también investigó en armas guiadas. Varios proyectos, tanto teóricos como prácticos, se llevaron a cabo en los años 30. En Leningrado el Comisariado Popular de Municiones creó varias versiones de bombas guiadas para atacar objetivos navales.

#### Japón
Japón se interesó en las bombas Hs-293 alemanas y comenzó a investigar por su cuenta. Finalmente crearon la bomba guiada Igo, que no llegó a entrar en combate aunque en las pruebas dio buenos resultados. También se creó la bomba guiada Yokosuka MXY-7 Ohka, aunque en este caso la guía era por medio de un piloto suicida. El Ejército Imperial Japonés desarrolló un misil aire-superficie. El Igo-1-A fue construido por Mitsubishi y el Igo-1-B por Kawasaki, con un diseño similar y una carga útil algo menor. Ambas versiones del Igo-1 se lanzaron con éxito en pruebas desde un avión a unos 1.500 metros de altura y unos 10 km del objetivo. La versión final fue el Igo-1-C, desarrollado por el Instituto de Investigación Aeronáutica de la Universidad Imperial de Tokio. Los misiles aire-tierra no fueron considerados seriamente como arma hasta marzo de 1944. Se decidió que se lanzarían desde un avión Kawanishi N1K-J Shiden, modificado para llevar hasta seis listos para atacar a la flota invasora americana, pero no llegó a estar operativo antes del final de la guerra.

#### Italia
Italia también investigo el concepto de armas antibuque guiadas. La Operazione Canarino consistía en el empleo de aviones no tripulados radioguiados contra los convoyes a Malta. Dos S.M.-79 Sparviero fueron  modificados, uno como bomba no tripulada (máquina P) y otro como avión de guía (máquina E). La máquina P iba pintada de amarillo. El primer y único ataque se llevó a cabo el 12 de agosto de 1942 contra el convoy de la Operación Pedestal. El aparato P no tripulado y el aparato de guía despegaron de Cerdeña escoltados por cinco cazas Fiat G.50. Todo fue bien hasta que se perdió el control sobre el aparato P, que se desvió hacia el oeste y terminó estrellándose en Argelia. El programa se abandonó.

### Guerra Fría
Los EE. UU. se interesaron en la posguerra en el diseño de las V-1 alemanas, así surgió el Loon. Pero los esfuerzos se dirigieron más a misiles armados con una bomba nuclear. Surgieron así el SSM-N8A Regulus-1 y más adelante el SMS-9-M-N/RGM-l15-Regulus II. La bomba planeadora Hs-293 fue investigada por el CITEFA en Argentina, que realizó el proyecto PT 1 - Proyectil
Teledirigido 1. 
Dado que la señal de radio que las dirigía era fácilmente perturbable  pocos países se interesaron por estas bombas guiadas como arma antibuque. En occidente no se veía necesidad de armas antibuque.
Los rusos comenzaron a interesarse por los misiles antibuque cuando se percataron del peligro que representaban los portaviones  norteamericanos clase Forrestal provistos de aviones con bombas atómicas. Los portaviones más grandes entraron en servicio entre 1961 y 1968 (clase Kitty Hawk), 1961 (Enterprise) y de 1975 en adelante la clase Nimitz. La consecuencia fue la puesta en marcha de una serie de proyectos de misiles que no siempre tuvieron éxito. El objetivo era atacar los grupos de combate y alcanzar a los portaviones.

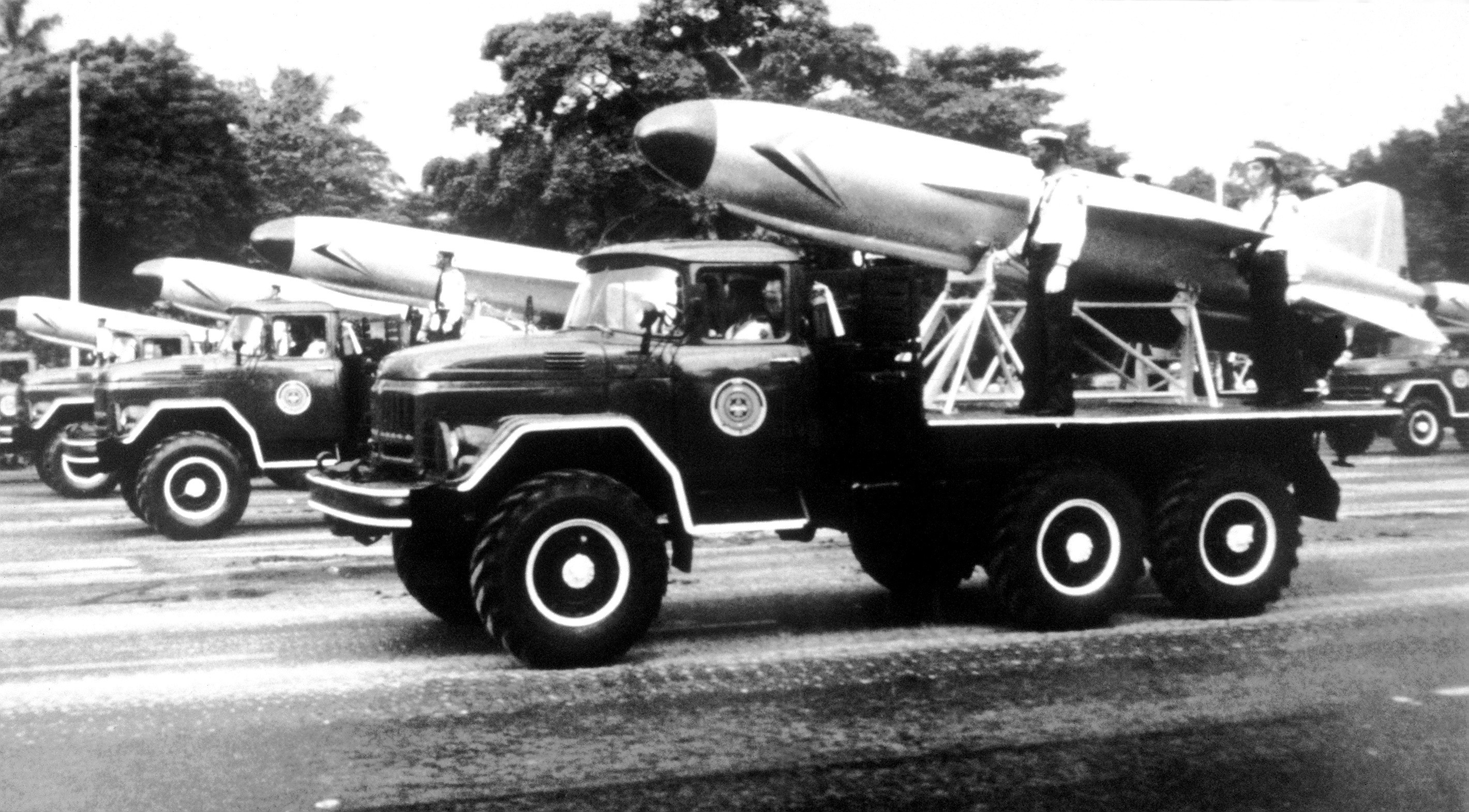
Misiles Styx cubanos en desfile

Desde finales del decenio de 1950 la Armada soviética buscó anular la superioridad en número, potencia de fuego y medios aéreos embarcados de las marinas occidentales y puso en servicio los misiles mar-mar SS-N-1 y SS-N-2, que dependían de los radares del buque lanzador para la detección del objetivo y eran guiados por radares activos instalados en el mismo misil durante la fase final. El primer misil fue el SS-N-1 Scrubber, cuyo servicio resultó muy breve. En febrero de 1957, el destructor Bedovy realizó el primer lanzamiento de un misil antibuque desde un buque soviético de superficie. En 1959 entró en servicio el SS-N-2 Styx. Los soviéticos desarrollaron los misiles superficie-superficie para ser lanzados desde lanchas patrulleras. El SS-N-2 Styx tenía veinte pies de largo y una envergadura de nueve pies, siendo propulsado por un motor turbo-jet que le daba un alcance de veintidós millas. Esto suponía que una lancha patrullera podía superar el alcance de tiro de un acorazado o un crucero y causarle daños.
La URSS contaba con una gran flota de lanchas torpederas y cañoneras, a las que se unieron las lanzamisiles (basadas inicialmente en los mismos modelos). Las lanchas portadoras de misiles eran la clase Komar y luego aparecieron la clase Osa, a la que siguió la más moderna corbeta clase Nanuchka. La doctrina soviética era que operaran en grupos de hasta 24 lanchas, atacando al enemigo con sus misiles. Durante la crisis de los misiles en Cuba lanchas clase Komar fueron fotografiadas a bordo de buques de carga con destino Céuba y se cree que hasta 12 buques clase Komar podrían haber llegado a Cuba en 1962 para defender la isla.

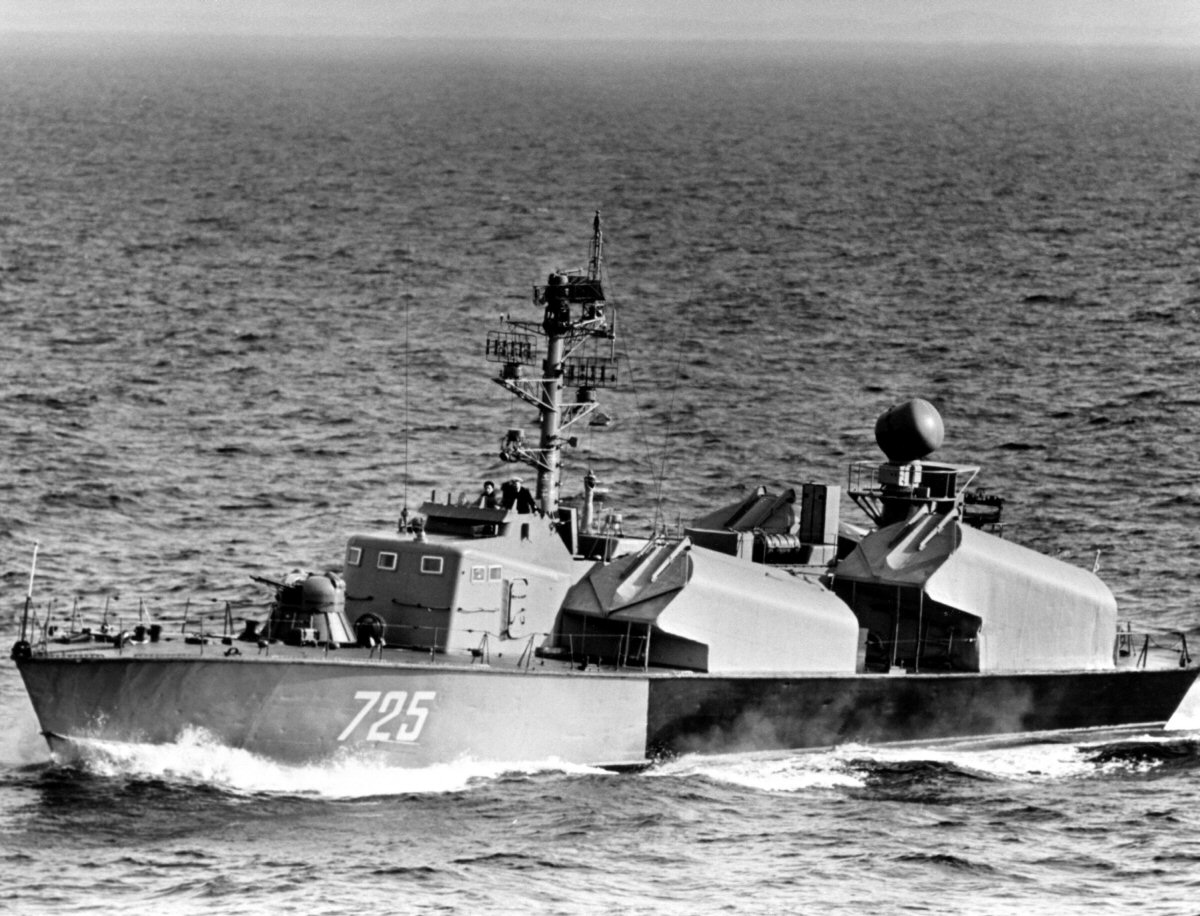
Barco clase Osa (Proyecto 205).

La URSS no se limitó a emplear misiles para defender sus costas mediante lanchas rápidas. El SS-N-1 fue probado en 1953-1954 en el destructor Bedovyy y entró en servicio en 1955, aunque se pensaba en su empleo en caso de guerra con cabeza nuclear. La clase Kanin de destructores fue ordenada en 1956 para la guerra de superficie utilizando el misil antibuque SS-N-1. Los destructores llevaban un lanzador a popa para el SS-N-1, con un cargador que contenía seis misiles adicionales. Les seguiría la clase Kildin. En la siguiente década se introdujeron los cruceros clase Kynda equipados con los SS-N-3, a los que sucedió la clase Kresta. El primer buque de la clase Sovremenny fue construido inicialmente en 1977 y le siguieron un total de dieciocho buques para la Armada Soviética, armados cada uno con 8 misiles SS-N-22.

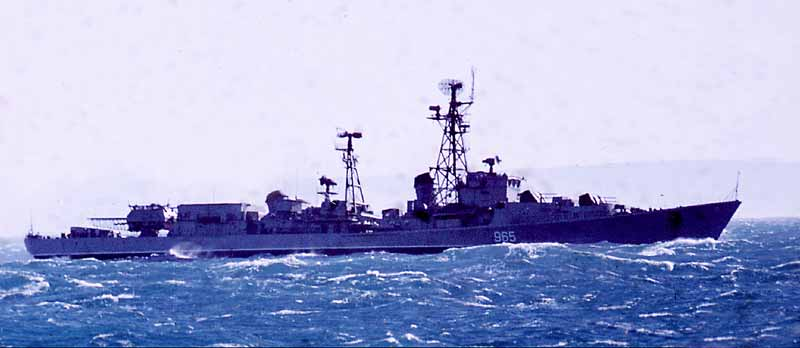
Foto del destructor Neulovimyy, Proyecto 56-M, navegando en 1970 frente a las costas de Marruecos.

En un camino distinto, en Europa Nord Aviation introdujo en 1957 el SS/AS.12, una adaptación naval del misil antitanque SS.11. Francia probó desde una patrullera el empleo del SS.11 antitanque en 1965 y del SS.12 antibuque en 1966. En 1966 Libia compró a Francia las patrulleras Sebha, Sirte y Susa, equipadas con misiles SS.11(M) y AS.12(M). Los cuatro misiles en cada banda les daban un poder de fuego considerable. Varios países compraron barcos similares. Varios marinas armaron sus helicópteros embarcados con misiles AS.12 para luchar contra las lanchas rápidas lanzamisiles y torpederas. En 1960 Oto Melara inició en Italia el programa Nettuno (luego bautizado Sea Killer mk.1), un misil antibuque de corto alcance que compitiera con el SS/AS.12. El pionero fue Suecia, que se interesó por el concepto creando el misil antibuque RB-04 en la década de 1950.
La Armada de EE. UU. se preocupó por la aparición de la amenaza del Styx, pero se concentró principalmente en la defensa contra los misiles disparados desde aviones. La URSS había también introducido el misil antibuque AS-1 Kennel lanzado desde aviones. En 1966 la CIA consiguió en Indonesia el sistema de guiado del SS-N-2 y abundante información. Los cañones antiaéreos y misiles derribarían a los aviones y misiles Styx si las contramedidas electrónicas fallaban. Los aviones a reacción que se acercaban a los buques a baja altitud se consideraban una grave amenaza para las fuerzas navales en la década de 1950, no así los misiles. Se estableció el programa de Defensa Integrada de Buques contra Misiles que agrupaba todas las defensas en un sistema total para lograr una mejor capacidad de defensa y reducía el tiempo de reacción mediante la coordinación de sensores, armas y contramedidas electrónicas. Para atacar las lanchas lanzamisiles antes que dispararan sus misiles, la Armada confiaba en los aviones de ataque de sus portaviones. Sería en 1967 cuando Occidente fue consciente del peligro real de los misiles antibuque. Esto, unido a la introducción de mejoras en los misiles, aumentó la amenaza que suponían. A diferencia de la primera generación los nuevos misiles soviéticos que sucedieron al SS-N-2 se acercaban a baja altura, además al ser relativamente pequeños eran mucho más difíciles de derribar que un avión de ataque. Para contrarrestar con éxito esta amenaza las armadas occidentales introdujeron nuevas armas capaces de atacarlos tan pronto como fueran detectados y con la precisión suficiente para derribarlos al primer intento, ya que habría poco tiempo para un segundo intento. También se introdujeron mejoras en señuelos y guerra electrónica.
Desde finales de la década de 1950 la US Navy buscó un caza capaz de atacar a los bombarderos a una distancia suficientemente lejana de los portaaviones de la Armada estadounidense. Esto supuso diseñar un avión con un potente radar, diseñar sus misiles de largo alcance y por último diseñar un avión radar. Tras muchos problemas, años y billones invertidos los grupos aéreos embarcados contaron con el F-14 Tomcat, misiles AIM-54 Phoenix y aviones radar E-2 Hawkeye para enfrentarse a los bombarderos soviéticos. 
La primera Armada de la OTAN que fue consciente de la amenaza que significaban los misiles fue Alemania Occidental. Con la responsabilidad de proteger los accesos bálticos evaluó la amenaza y se decidió por desarrollar un misil antibuque lanzado desde los aviones F-104G navales. La forma de ataque debía ser a muy bajo nivel, casi rozando las olas, para escapar a la detección por radar. Messerschmitt-Boelkow-Blohm (MBB), que había colaborado con Nord Aviation en el desarrollo binacional de misiles antitanques y antiaéreos, consiguió el contrato. Se aprovechó la tecnología francesa del misil aire-superficie AS-33. Así nació el misil alemán Kormoran, cuyo desarrollo comenzó en 1962.

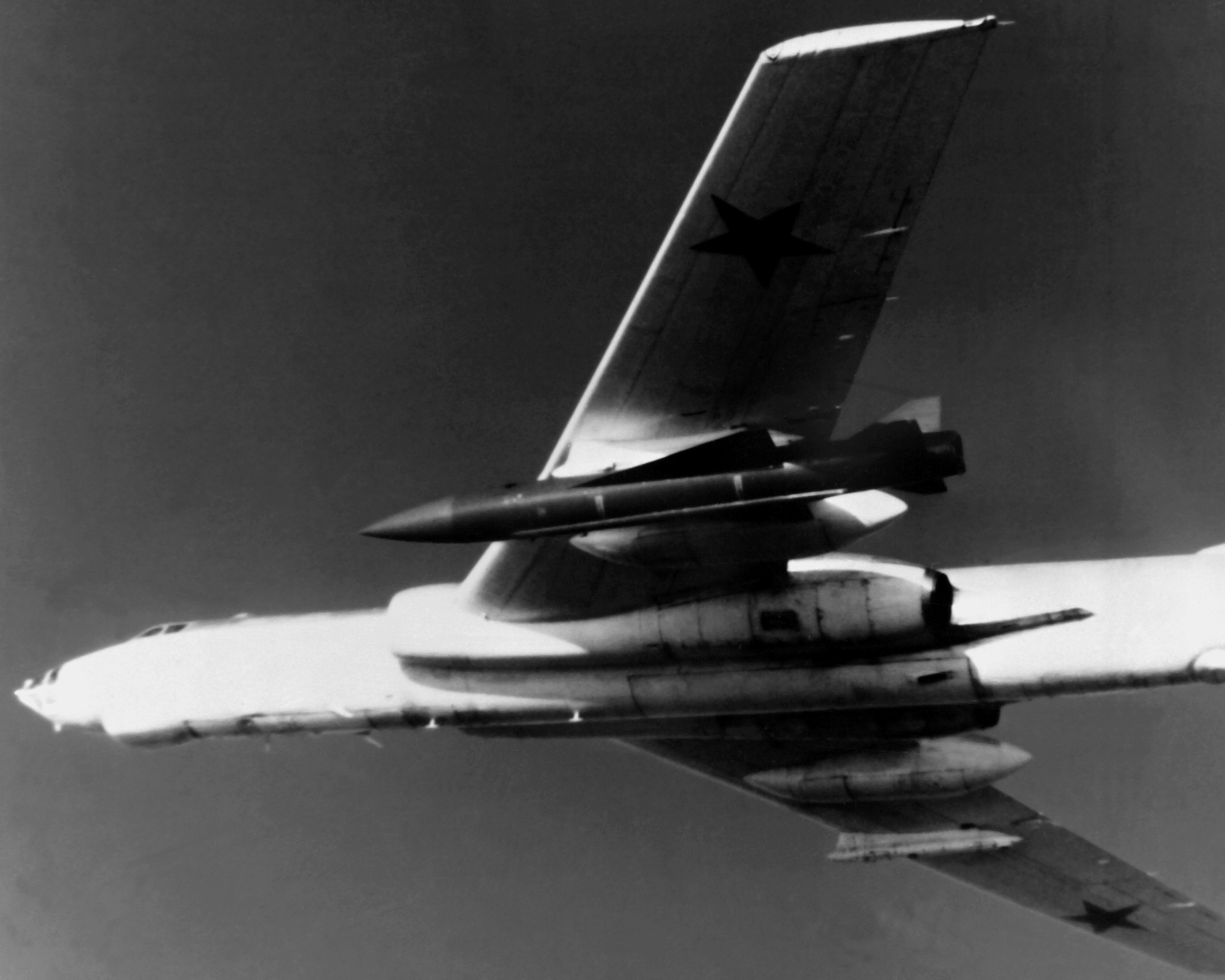
Un Tupolev Tu-16K-26 (Badger G) equipado con el misil antibuque KSR-5 (AS-6 Kingfisher). Fotografía tomada por la US Navy en 1983

Además de la URSS otros países también se interesaron por los misiles antibuque. En occidente en 1966 la Armada sueca equipó con misiles antibuque RB-08 a los destructores clase Halland, la primera en hacerlo. Anteriormente ya se había equipado con el misil antibuque RB-04, lanzado desde aviones. La otra armada que se tomó en serio el misil antibuque fue Israel. En 1962 se comenzó a desarrollar un misil antibuque y en 1965 se optó por un modelo de patrullera lanzamisiles. Tanto Suecia, Alemania, Grecia como Israel planificaron cambiar a una flota más ligera compuesta principalmente por barcos de combate rápidos equipados con torpedos y misiles antibuque. En Francia Nord Aviation empezó en 1962 a trabajar en lo que acabaría siendo el Exocet.
El 21 de octubre de 1967 el destructor israelí INS Eilat estaba a 20 kilómetros de Port Said, desde donde dos barcos lanzamisiles egipcios dispararon sus misiles SS-N-2 Styx (P-15 Termit en denominación soviética). El hundimiento del Eilat por misiles superficie-superficie inauguró una nueva era en la estrategia naval. El incidente del Eilat supuso un cambio de paradigma, ahora era evidente que las flotas pequeñas podrían enfrentar la superioridad de las principales potencias marítimas, particularmente en zonas costeras. Lo que antes era solo era una preocupación profesional en la OTAN se convirtió en un programa activo de desarrollo de misiles y contramedidas, espoleado por el interés de los políticos
Ya antes del desastre de 1967 Israel comenzó a desarrollar proyectos de nuevos barcos, más ágiles y armados con misiles. La fuerza de defensa de Israel había iniciado en 1962 un programa que dio por resultado el misil Gabriel. Las doce lanchas patrulleras israelíes, construidas en Francia, fueron armadas con hasta ocho misiles cada una pocos años después de 1967. Con un alcance y dimensiones inferiores al Styx los israelíes también revisaron sus tácticas y trabajaron en contramedidas eficaces. Después de haber perdido el Eilat los israelíes llevaron a cabo un análisis completo para impedir que se repitiera. Tomaron la decisión de invertir sumas importantes en la compra de equipos de contramedidas electrónicas, lanzadores de cintas antirradar (chaff) y detectores de señal radar. Este esfuerzo produjo resultados espectaculares durante la guerra de octubre de 1973.
Al quedar clara la vulnerabilidad de los buques de guerra a los misiles guiados se dejó de confiar en las lanchas torpederas y muchos países se lanzaron a comprar misiles que pudieran ser lanzados por lanchas rápidas desde fuera del alcance de las armas enemigas y que volaran a una altitud extremadamente baja. Irónicamente los países de la OTAN vieron gracias al SS-N-2 el arma que les ayudaría a contrarrestar la amenaza de los buques soviéticos.
Varias naciones de la OTAN aceleraron el desarrollo de los misiles superficie-superficie, destinados a hacer frente a los soviéticos. La mayoría de los primeros misiles eran adaptaciones de misiles lanzados desde el aire. Noruega desarrolló el Penguin, Italia el Sea lndigo y Sea Killer, Gran Bretaña y Francia desarrollaron el Sea Martel. En Francia se creó también el Exocet, desarrollado por SNIAS (Société Nationale Industrie Aerospatiale) que participó en el desarrollo del Kormoran. Los misiles ligeros antibuque se quedaron sin lugar en los buques ya que los países prosoviéticos montaban en sus barcos los Styx y los prooccidentales montaban el Exocet y Harpoon, que prometían mejor rendimiento. Las Armadas de Francia, Malasia, Gran Bretaña, Grecia y Perú compraron misiles Exocet. La Armada griega recibió el primer lote de exportación. La compañía francesa Matra, en cooperación con Contraves Italiana, creó el Otomat. Alemania Occidental se equipó con una nutrida flota de patrulleros lanzamisiles Tipo 143 armados con Exocet para luchar contra la flota soviética en el Báltico en caso de conflicto, negándole la posibilidad de acceder al Mar del Norte. EE. UU., Alemania e Italia colaboraron en un proyecto de hidroalas lanzamisiles tipo 162, armadas con misiles, que acabó siendo cancelado.

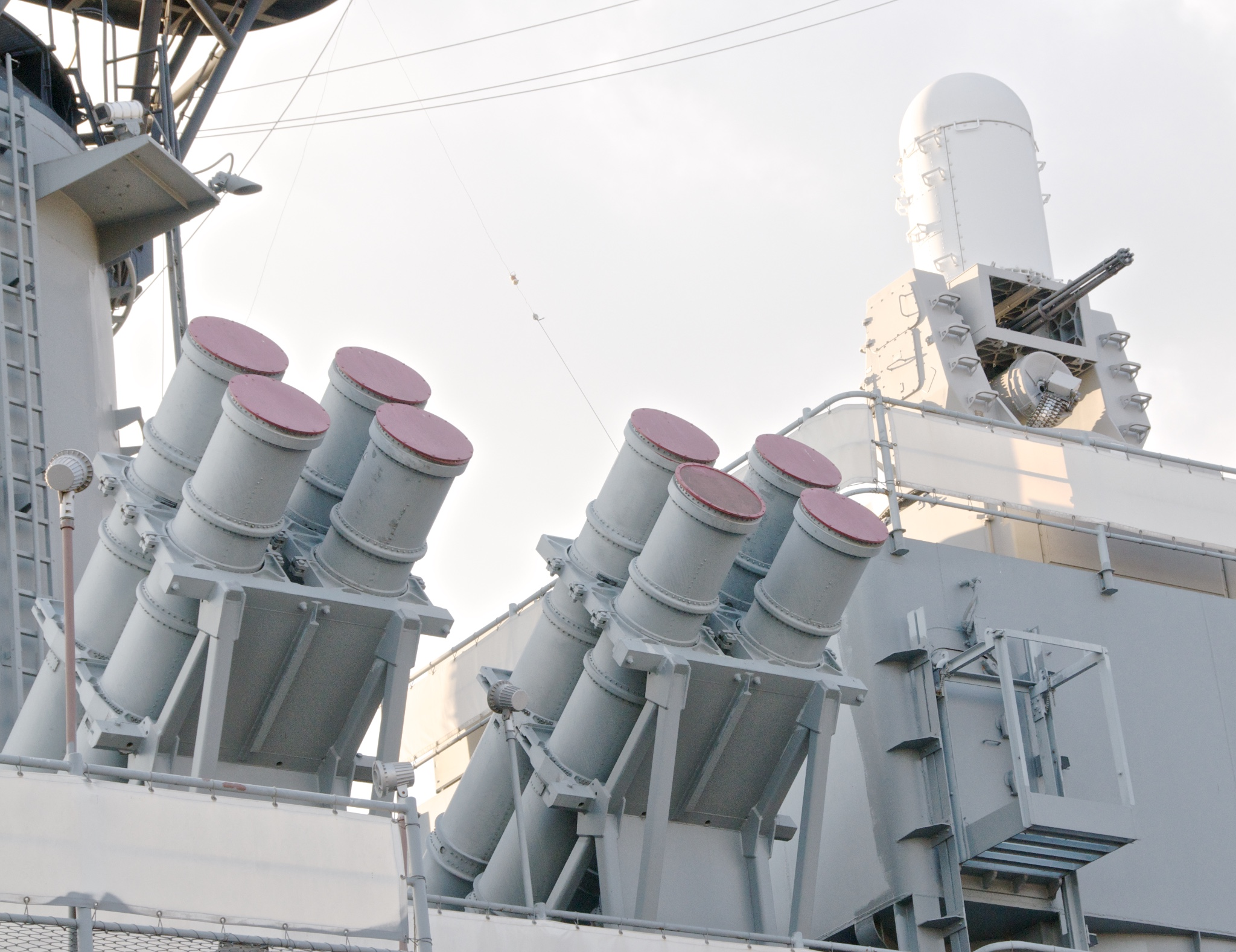
Lanzadores de misiles RGM-84 Harpoon junto a una instalación de defensa contramisiles Phalanx.

En Estados Unidos el hundimiento del Eilat provocó el interés del Congreso. Se había investigado anteriormente en un misil que atacara submarinos en superficie. La Armada y la industria reaccionaron rápidamente y McDonnell-Douglas hizo una proposición no solicitada a comienzos de 1968 para prototipos de misiles basados en el trabajo anterior. Hughes Aircraft y General Dinamics también manifestaron interés. Así nació el misil antibuque Harpoon. También se evaluó una versión antibuque del dron BQM-34A Firebee como medida temporal y se desarrollaron versiones antibuques de misiles antiaéreos. El almirante Zumwalt apoyó las armas antimisil y esponsorizó la adopción del misil antibuque, viendo el potencial de aumento en la potencia de fuego que supondría para ayudar a hacer frente a una armada soviética en expansión. Con EE. UU. en guerra en Vietnam una de las preocupaciones después de 1967 era que Vietnam del Norte contara con misiles SS-N-2. Ocasionalmente China alimentaba los temores de EE. UU. dejando ver sus lanchas clase Osa en el mar de China. Además del Harpoon y de misiles antibuque basados en misiles antiaéreos en la década de 1980 también entró en servicio la versión antibuque del BGM-109 Tomahawk para contar con la capacidad que tenían los misiles rusos de atacar barcos a más de 300 km. El TASM (Tomahawk Anti-Ship Missile) llevaba el radar del Harpoon y una cabeza de combate de 454 kg., aunque su alcance era de 460 km y no de 1000 km como sus hermanos nucleares. Curiosamente la Armada de EE. UU. nunca resolvió el problema de guiar el misil a distancias tan largas, pero la URSS creyó que si se contaba con esa capacidad. A la armada de EE. UU. no terminó de gustarle el TASM y desplegó pocos, retirándolos pocos años después del final de la guerra fría.n

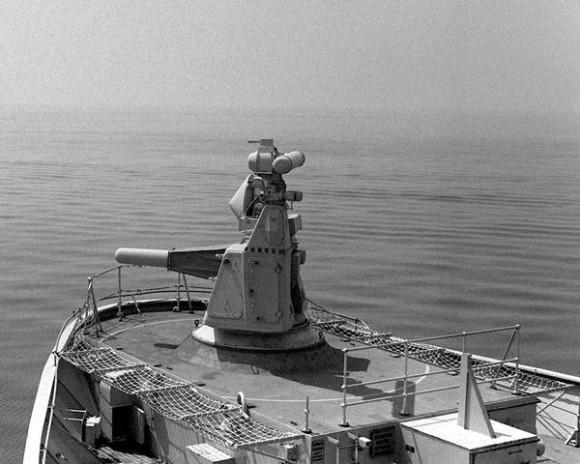
Tras la Guerra de Malvinas la Royal Navy mejoró sus defensas antimisil. un Goalkeeper instalado en el portaviones HMS Invincible.

La precariedad de los sistemas de defensa antimisil se hizo evidente en occidente después del incidente del Eilat. Con el incidente del Eilat la Armada de EE. UU. fue plenamente consciente de que debía mejorar el tiempo de reacción, la potencia de fuego y la disponibilidad operativa en combate para hacer frente a la nueva amenaza de misiles antibuque que estaban siendo desarrollados en por la URSS, Francia y otros países. Entre 1971 y 1975 el misil Sea Sparrow fue montado como arma antimisil en 31 escoltas de la US Navy y fue adoptado por los países de la OTAN. El arma contramisil Phalanx fue probado en el USS King en 1973. Tras varias mejoras la versión final Mk.15 entró en servicio en 1978 en el USS Coral Sea. La Royal Navy a su vez desarrolló el misil GWS-25 Sea Wolf, en Holanda se creó el Goalkeeper y en Italia el Dardo. No sería hasta la guerra de las Malvinas que muchas marinas occidentales, centradas más en la misión ASW, fueran conscientes de la debilidad de sus defensas antimisil. La URSS no se quedó atrás y para hacer frente a los misiles occidentales equipó a sus barcos con el misil SA-N-4 Gecko utilizado conjuntamente con montajes artilleros de 76 y 100 mm. así como el ADG6-30, compuesto por seis tubos de 30 mm. Dado que los sistemas de defensa disparan efectuando una predicción del punto de impacto, los misiles antibuques empezaron pronto a ser capaces de realizar maniobras terminales erráticas que dificultan el correcto cálculo de la posición futura. Los diseñadores soviéticos incluyeron blindaje en los misiles para resistir impactos de 20 mm..
La US Navy sabía que la URSS practicaba los ataques de saturación y que cada vez contaba con más barcos, aviones y submarinos equipados con más y mejores misiles antibuque. Así se había empezado a trabajar después de 1967 en el Advanced Surface Missile System (ASMS), un proyecto para desarrollar nuevas tecnologías de defensa antimisil. En diciembre de 1969 el ASMS cambió su nombre por el de Aegis, cuyo primer prototipo se probó en el USS Norton Sound en 1973. La clase Ticonderoga fue encargada en 1978 para dotar a los grupos de combate de portaviones de una eficaz defensa contra los ataques de saturación con misiles, ya que podían seguir y atacar múltiples objetivos simultáneamente y con mucha más eficacia que cualquier otro sistema de defensa aérea. El primer buque equipado con el sistema AEGIS, el USS Ticonderoga (CG-47), entró en servicio en 1982. En 1980 se decidió crear el sistema AEGIS mejorado, para instalarlo en buques de guerra más pequeños y ligeros, equipando a los destructores de la clase Arleigh Burke.

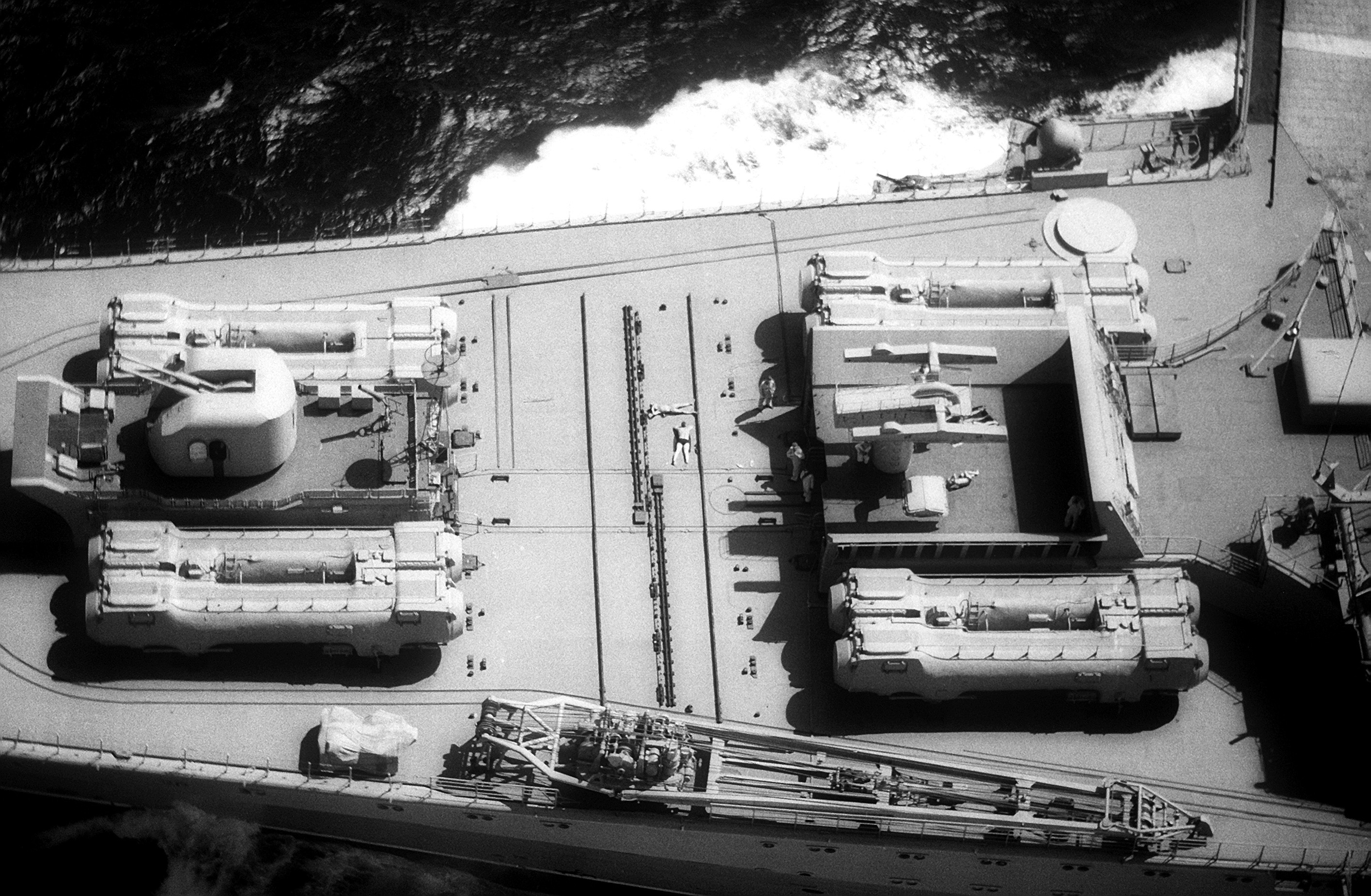
Lanzadores de misiles SS-N-12 (P-500) en la cubierta del portaviones Kiev.

Los rusos no se quedaron quietos y siguieron desarrollando misiles antibuque a pesar del éxito de 1967. La doctrina contemplaba armarlos tanto con cabezas de combate convencionales como nucleares. El modelo siguiente al Styx fue el SS-N-3 Shaddock, supersónico que podía estar armado con una cabeza de 1000 kg de explosivo o con una ojiva nuclear. Los SS-N-7 Starbright y SS-N-9 Siren fueron el siguiente paso. El misil P-70 Ametist o SS-N-7 era un misil de crucero lanzado desde submarinos contra blancos estratégicos o buques. El P-120 Malakhit o SS-N-9 era un misil antibuque empleado por corbetas clase Nanuchka y clase Tarantul, así como por submarinos, que fue introducido en servicio en 1972. Los últimos misiles fueron los SS-N-12 Sandbox y SS-N-19 Granit. Estos llevaban cargas nucleares, eran supersónicos y en la década de 1980 entraron en servicio. El P-500 Bazalt o SS-N-12 se desplegó por primera vez en 1975 en el Portaaviones Kiev y tenía un alcance de 550 km. con una cabeza de combate nuclear o una de 950 kg semiperforante. Las mejoras en defensa antimisil de la OTAN espolearon mejoras en los misiles soviéticos. Una versión mejorada del SS-N-12 entró en servicio al final de la Guerra Fría, el P-1000 Vulkan , con mejoras en velocidad y autonomía. El P-700 o SS-N-19 fue diseñado a partir del SS-N-12 para reemplazar al misil SS-N-7 y el SS-N-9, ya que se juzgaba que tenían un alcance demasiado corto dada la mejora de las defensas de los grupos de combate de portaaviones. La URSS adaptó sus SSN para disparar misiles antibuque de largo alcance, denominándose SSGN, cuyo principal objetivo eran los grupos de portaaviones de la OTAN que debían desplegarse en los océanos Atlántico y Pacífico. El principal problema de los misiles instalados en submarinos es que durante muchos años debían lanzarse en superficie.
La URSS introdujo los misiles antibuques lanzados de pozos verticales. En 1968 introdujo el SS-N-7 Starbright a bordo de submarinos, lanzable desde celdas verticales en inmersión. En 1972 fue sustituido por el P-120 Malakhit (SS-N-9 Siren), un misil similar. En occidente este tipo de misiles no estuvo disponible hasta 1977 cuando entró en servicio el Sub-Harpoon. La existencia de pozos verticales llevó a instalar en la cubierta de sus portaaviones pozos de lanzamiento de misiles, permitiendo las operaciones de  aviones embarcados en un diseño único en su tipo. El Almirante Kuznetsov contaba con 12 misiles antibuque supersónicos P-700 Granit (SS-N-19).

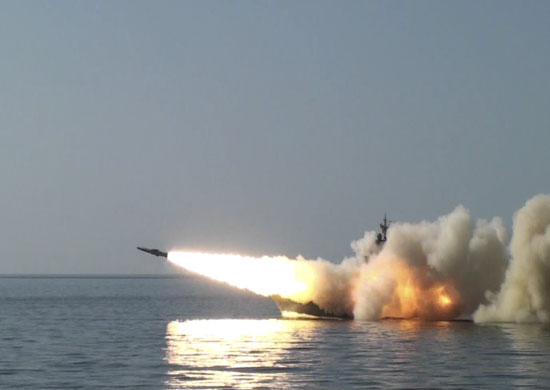
Disparo de un P-270 Moskit/SS-N-22.

Los planes de batalla de la flota soviética consideraban a los portaaviones como blancos de máxima prioridad. Para neutralizarlos se pensaba en ataques combinados en masa de misiles lanzados desde buques de superficie, submarinos y bombarderos de largo alcance. El sistema AEGIS de defensa ante ataques de saturación de grandes proporciones, los cazas F-14 y la aparición de mejoras en los misiles antibuques de la OTAN llevaron a su vez a la URSS a mejorar también sus misiles. Los rusos basaban sus tácticas y doctrina en lanzar una salva única, coordinando los misiles antibuque de los submarinos con los de los aviones de patrulla y ataque como los Tu-16 Bagder, Tu-95 Bear, Tu-22K Blinder y TU-22M Backfire. Estas salvas de misiles buscaban saturar las defensas antiaéreas de los grupos de portaaviones aliados. Los misiles soviéticos eran muy avanzados para su época, empleando tácticas cooperativas automatizadas de enjambre. Se lanzaban hacia a su objetivo basándose en coordenadas dadas por un barco, un avión de patrulla marítima o un submarino. Hasta su objetivo se dirigían en navegación inercial, pero a medida que se acercaban un misil se elevaba a una altitud mayor para usar su radar activo y sensores para obtener la situación actualizada y asignar a los misiles los diferentes blancos. Si el misil guía era destruido, otro tomaría automáticamente su lugar.
Los misiles rusos volaban a baja cota, aunque no tanto como los accidentales ya que su cota de ataque final era de 40 metros de altitud. Los misiles diseñados para salvas que buscaban saturar las defensas antiaéreas desarrollaban su vuelo a alta cota, para picar sobre el objetivo a la máxima velocidad. En 1983 entró en servicio el SS-N-19 Shipwreck, con un alcance de 625 km.. Estos misiles volaban a baja cota con uno de ellos por encima sirviendo de guía. En 1988 entró en servicio el misil SS-N-21 Sampson, similar al Tomahawk y lanzado desde submarinos.
En la estrategia naval de la URSS los misiles antibuques lanzados desde aviones eran muy importantes, ante la falta de buques y submarinos suficientes para hacer frente a los grupos de portaviones en el Pacífico y Atlántico. En los años cincuenta la versión Tu-4K para ataques marítimos llevaba misiles antibuque KS-1 Komet. Los primeros aviones dedicados fueron los Tu-16 Bagder, que emplearon misiles antibuque AS-1 Kennel, AS-2 Kipper, AS-5 Kelt y AS-6 Kingfish. Por su parte el Tu-95 Bear B llevaba los misiles AS-3 Kangoroo y el Tu 22K Blinder los AS-4 Kitchen. Años después entró en servicio el mucho más capaz Tu-22M Backfire con misiles AS-4 Kitchen y AS-6 Kingfish.

### Posguerra Fría
Uno de los resultados de copiar al otro lado vio sus frutos después del final de la guerra fría. Ante los cientos de misiles antibuque de la OTAN lanzados desde todo tipo de buques, aviones y submarinos la URSS mejoró sus misiles y decidió copiar lo que hacía occidente. Así nació lo que algunos llamaron Harpoonski, proyecto iniciado en la década de 1980. Las viejas fragatas clase Krivak y las nuevas clase Gepard comenzaron a recibir el nuevo misil SS-N-25 Switchblade, con prestaciones equiparables a los mejores misiles de la OTAN. El lanzador cuádruple de SS-N-25 reemplazó en muchas armadas al lanzador simple del fiable pero ya superado SS-N-2, ya que ocupaba el mismo espacio.
Las versiones más modernas de misiles de crucero antibuque, como el Tomahawk estadounidenses o el Kalibr ruso, están propulsados por turbinas convencionales y son relativamente lentos pero con gran alcance y muy precisos, además pueden cambiar de rumbo y altitud para engañar a las defensas. Por su velocidad son vulnerables a las defensas pero su costo es relativamente bajo y permite utilizarlos en grandes números.

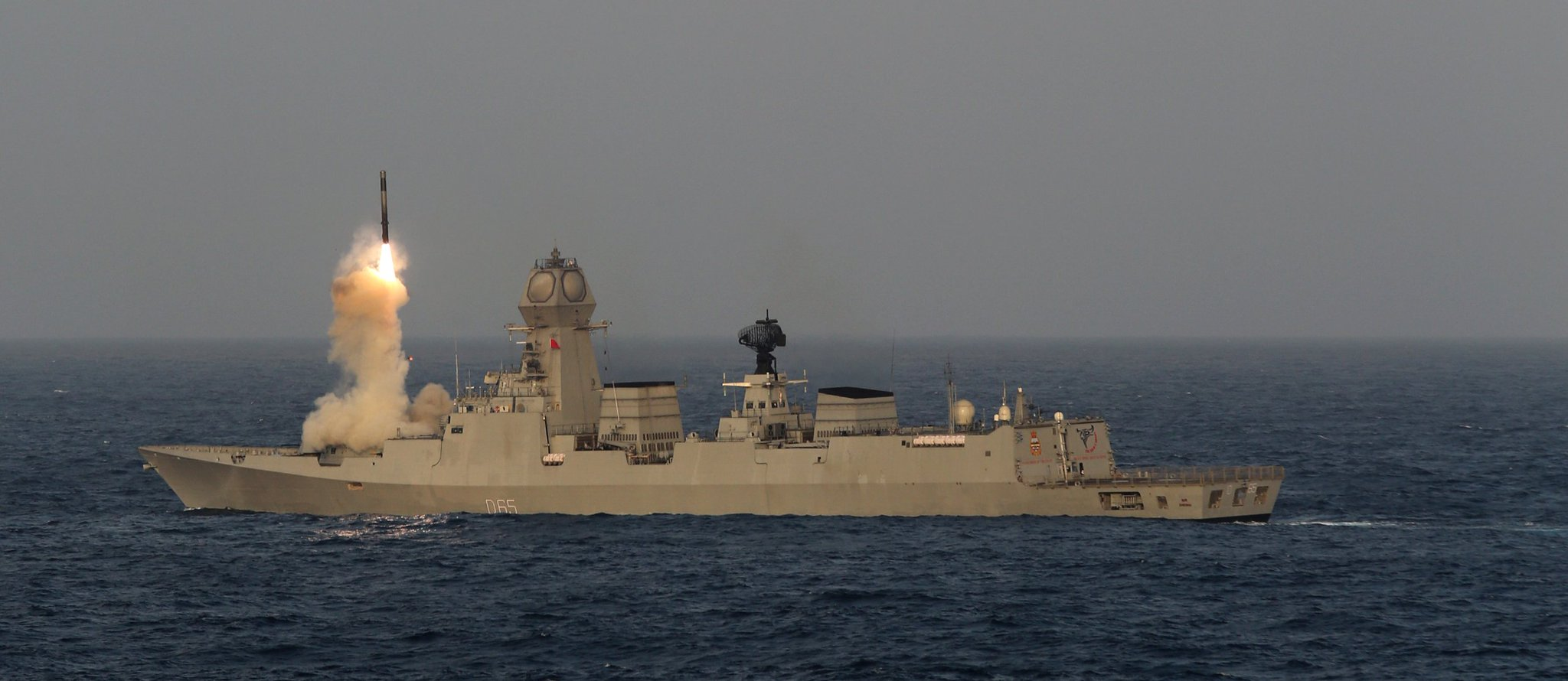
Misil BrahMos disparado durante las maniobras TROPEX 2017.

Las defensas han seguido evolucionando. EE. UU. evolucionó el sistema de defensa AEGIS, mejorando sus capacidades e introduciendo los misiles SM-2, en versiones cada vez avanzadas, y posteriormente el SM-3 como respuesta contra misiles balísticos. El sistema AEGIS ha sido adoptado por varios países aliados. Al SM-2 se le añadió en defensa antimisil el Evolved Sea Sparrow Missile (ESSM). El RIM-162 ESSM está diseñado para misiles antibuque que cuentan con maniobrabilidad final y velocidad de ataque supersónica.
China, Rusia e India se han centrado en el desarrollo misiles antibuque hipersónicos, volando hasta a más de cinco veces la velocidad del sonido (6174 km/h) para eludir los sistemas tradicionales de defensa antimisiles. Los misiles hipersónicos parten de diseños de misiles supersónicos y pueden maniobrar y modificar su rumbo como los misiles de crucero y alcanzar altos niveles de precisión. Ejemplos de este tipo de misiles son el P-800 Ónix ruso, usado como base para el desarrollo del PJ-10 BrahMos. En el caso de China además se han creado misiles balísticos antibuque como el DF-21D y DF-26, diseñados para atacar portaviones. China recientemente mostró su nueva arma hipersónica, el DF-17.
El misil Dong-Feng 21D está diseñado para atacar desde arriba y a gran velocidad a los portaaviones. El fin es dañarlos, aunque sin que necesariamente tenga que hundirlo, sino mantener al portaviones inoperativo durante un largo período. El DF-21D fue el primer sistema de largo alcance y basado en tierra cuyo objetivo era un portaaviones. El sistema combina cabezas múltiples y un sistema de guía terminal. Antes del lanzamiento mediante satélites, submarinos o aviones de patrulla marítima, se localizarían los portaaviones. En el campo de los satélites, China ha lanzado satélites equipados con radares de apertura sintética o cámaras digitales, que cubren el Pacífico. Por su parte, la Armada estadounidense está desarrollando contramedidas y señuelos.
Otros países como Japón y Corea del Sur han seguido a Rusia y China, desarrollando sus misiles antibuque supersónicos. Esta nueva generación de misiles supersónicos antibuque tienen un radio de combate que puede llegar a ser de 400 kilómetros ya que vuelan a más altura y se lanzan en picado sobre el blabco. EE. UU. también está trabajando en prototipos para ponerse al día ya que después de la guerra fría se contaba con un único misil antibuque, el Harpoon. Este es eficaz, económico y no ocupa celdas VLS, pero es subsónico y su alcance máximo es solo de 140 kilómetros. Se cree que en poco tiempo entrarán en servicio misiles hipersónicos junto al nuevo AGM-158C LRASM, pero mientras tanto se ha dado capacidad antibuque a los misiles SM-6 y han vuelto los misiles de crucero Tomahawk versión antibuque. El misil AGM-158C LRASM está diseñado para detectar y destruir buques específicos dentro de grupos de barcos mediante el empleo de tecnologías avanzadas y sin depender de datos de navegación e inteligencia externos. Además LRASM ofrece baja firma radar y se estima que su alcance es de alrededor de 500 millas náuticas. El LRASM debe satisfacer las necesidades de la Armada y la Fuerza Aérea de EE. UU. de contar con un misil antibuque lanzado desde aviones en operaciones ofensivas de guerra antisuperficie.

### Futuro
EE. UU., China y Rusia investigan en armas antibuque hipersónicas, ya que su velocidad y capacidad de maniobra dejan obsoletos los sistemas de defensa antimisiles. Desde 2014 China trabaja en armas hipersónicas y en 2018 Rusia presentó los misiles Kinzhal y Avengard. El 3M22 Zircon, nombre OTAN SS-N-33, es un misil hipersónico antibuque que actualmente está siendo probado por Rusia. Hay varios tipos de misiles antibuque hipersónicos. EE. UU. y Japón también están investigando. Los planeadores (Hypersonic glide vehicles - HGV) son lanzados desde misiles balísticos pero sin salir de la atmósfera ni seguir una trayectoria balística, para caer hacia su objetivo desde altitudes de entre 40 y 100 km. Su ventaja es que puede cambiar de curso y objetivo en cualquier momento a voluntad del operador. Los misiles crucero hipersónicos (Hypersonic cruise missiles - HCM) son lanzados desde tierra, aviones y buques. Su sistema de propulsión logra la velocidad hipersónica y también pueden cambiar su trayectoria de forma impredecible y volar a altitudes de entre 20 y 30 km.
Para combatirlos se investiga en cañones electromagnéticos y en armas láser. también se investiga como interferir en los sistemas de navegación de los misiles o interrumpir señales GPS y de satélites. EE. UU. ha desarrollado un arma láser con la que ensaya derribos de misiles y granadas de morteros. También investiga en arma no letales que neutralizan por medio del calor que genera el láser. La U.S. Navy) y BAE Systems están en fase de pruebas de un prototipo de cañón electromagnético para defensa aérea de buques.
Además de velocidad hay también diseños en Occidente y Japón que buscan mejorar el alcance. Japón se propone desarrollar nuevos misiles con un alcance de 2000 kilómetros y también la opción de extender el alcance de los misiles antibuque Tipo 12 de los 200 kilómetros actuales a 900 kilómetros en un principio, y luego incluso a 1.500. El Pentágono ha encargado el Maritime Strike Tomahawk (MSM), capaz de alcanzar a un buque a más de 1600 km. gracias a su nuevo buscador y nueva guía terminal. Los MSM equiparán tanto al Ejército como a la Armada. Los Marines y el Ejército de EE. UU. incluyen en su estrategia para el siglo XXI convertir las islas del Pacífico en puestos avanzados, desplazando a ellas baterías de misiles antibuque.
El alcance y prestaciones de estos misiles declarados por Rusia y China son puestos en duda por algunos expertos. Al ser en algunas ocasiones misiles empleados para diferentes misiones tampoco quedan claras las prestaciones de la versión antibuque. La otra gran incógnita es la efectividad de los nuevos misiles. Hasta ahora los éxitos de los misiles han ido unidos a defensas desprevenidas o inexistentes, pero nunca hubo éxitos con buques modérnos de guerra que dispongan de armas defensivas o electrónicas para derribarlos o engañar a su sistema de guiado.

## Hitos históricos

### 1967
El destructor israelí INS Eliat fue hundido al ser alcanzado por 3 de los 4 misiles antibuque Styx que le lanzaron 2 lanchas egipcias clase Komar, constituyéndose en el primer buque de guerra en ser hundido por misiles antibuque desde la Segunda Guerra Mundial. Esto fue el origen de una revolución táctica en el mar.

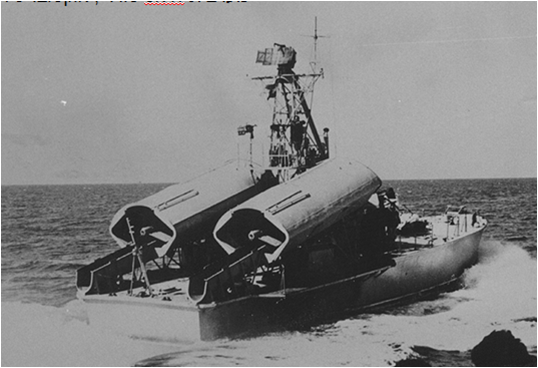
Lancha Clase Komar egipcia.

En 1962 Egipto había comprado algunas lanchas clase Komar. Estos eran navíos de poco tamaño, gran velocidad y sus misiles P-15 Termit eran capaces de destruir buques de gran tamaño. A diferencia de las lanchas torpederas podían disparar sus misiles sin llegar a estar bajo el fuego enemigo. Los egipcios no se sentían cómodos con el manejo de misiles, algo normal en la época. Solo Suecia y la URSS tenían en aquellos años misiles antibuque en servicio. En la guerra de junio de 1967, durante la noche del 5 de junio, los israelíes se encontraron con dos lanchas lanzamisiles egipcias frente a Port Said. El destructor INS Jaffa las atacó cuando estas se retiraron a toda velocidad rumbo a Alejandría, subestimando la amenaza que sus misiles podían suponer. El 8 de junio algunas lanchas clase Osa que participaban en la evacuación de tropas egipcias se encontraron con lanchas torpederas israelíes. Parece ser que los egipcios dispararon algún misil Styx, que falló.
El destructor israelí INS Eilat, un destructor clase Z ex-Royal Navy, con sus cuatro cañones de calibre 114 mm. superaba en potencia artillera a cualquier buque de superficie egipcio. Durante 1967 Port Said estaba siendo bloqueado por la Marina Israelí. Durante operaciones el Eilat, escoltado por torpederas, se fue volviendo en una gran molestia para los egipcios ya que a menudo entraba en las aguas territoriales y atacaba. La tarde del 21 de octubre de 1967 los radares egipcios detectaron frente a Port Said al destructor Eilat navegando sin escolta en zigzag para evitar los submarinos egipcios. A su vez el destructor detectó dos lanchas Komar, pero dado que eran similares a las  torpederas que había destruido en junio sin problemas dejó de zigzaguear y puso rumbo directo hacia ellas. A pesar de que Israel sabía que Egipto contaba con lanzamisiles no se ordenó nunca tener cuidado con ellos. Un vigía vio explosiones en Port Said y poco después el humo de estelas que se aproximaban. El destructor volvió a las maniobras evasivas, y al hacerse visibles los misiles parecía por su rumbo que pasarían de largo, pero a 10 kilómetros enfilaron directamente al Eilat. El primer misil impactó en  la sala de calderas, dejando al destructor sin corriente eléctrica y con una vía de agua que empezó a producir la escora del buque. Apenas dos minutos después un segundo misil aumentó la gravedad de los daños.
Media hora después, con el buque en serios problemas, un tercer Styx impactó. Se ordenó abandonar el barco. Un cuarto misil fue lanzado e impactó en el agua, pues el Eilat estaba ya bajo el mar. Las bajas israelíes fueron 47 muertos y decenas heridos graves, de los que diez morirían luego.

### 1970
En mayo de 1970 dos misiles Styx egipcios hundieron al pesquero israelí Orit, de 75 toneladas. Dos patrulleros Sa'ar israelíes se encontraban en la zona y activaron sus contramedidas al asumir que ellos eran el blanco elegido. El análisis posterior de las señales electrónicas indicó que el ataque contra el pesquero fue deliberado. Esto confirmó el acierto de los israelíes de equiparse con contramedidas ya que el incidente mostraba que el Styx era efectivo contra blancos pequños, algo que no se creía posible. Israel introdujo nuevas mejoras cuyo alcance se revelaría en 1973.
Ese mismo año Jordania expulsó a la OLP de su territorio. Ante la crisis que se produjo barcos soviéticos y americanos estaban presentes en el Mediterráneo Oriental. En una ocasión siete buques soviéticos armados con misiles estaban a distancia de disparo de un portaviones de EE. UU. La única contramedida posible de EE. UU. fue ordenar a sus escoltas seguir a los buques soviéticos, y destruirlos con sus cañones si estos amagaran con disparar sus misiles.

### 1971
El empleo de misiles se repitió en la guerra indo-paquistaní en 1971. Un destructor y un barreminas fueron hundidos por misiles Styx lanzados desde lanchas clase Osa de la Armada de India. India contaba con ocho barcos clase Vidyut, una variante local de la clase Osa  recibidos unos meses antes del comienzo de la guerra con Pakistán. Irónicamente en 1968 una delegación paquistaní visitó la URSS y se le ofrecieron lanchas lanzamisiles, que la Armada de Pakistán rechazó ya que quería embarcaciones más grandes.
La marina de India quería bloquear el puerto de Karachi, principal base naval y puerto mercante de Pakistán. Dado que su portaaviones no estaba en condiciones operativas se enviaron 3 lanchas clase Osa-I, armadas con misiles SS-N-2 Styx. Así el 4 de diciembre se acercaron a Karachi y detectaron dos blancos, uno a 75 km y otro a 81 km de distancia. El INS Nirghat disparó contra el blanco más cercano, el destructor PNS Khaibar, que fue impactado en la sala de máquinas por un primer misil y por un segundo que hundió el barco. Mientras tanto el INS Nipat disparó un misil al carguero Venus Challenger y otro al destructor PNS Shahjajan. El Venus Challenger se hundió, ya que estaba cargado de municiones que Pakistán había comprado a EE. UU. El destructor fue también alcanzado y gravemente dañado, quedando fuera de servicio.
El buque restante, INS Veer detectó al dragaminas PNS Muhafiz, que se acercaba a la zona a rescatar náufragos. Disparó un misil que lo hundió. El INS Nipat se acercó a Karachi, usando sus misiles Styx restantes contra los depósitos de combustible del puerto, que era atacado por aviones Canberra de la Fuerza Aérea.
Después del primer ataque Pakistán intensificó la vigilancia aérea de su costa ya que parecía que se estaba planeando otro ataque. Los buques de guerra paquistaníes intentaron burlar a la Armada de la India mezclándose con la navegación mercante. Para contrarrestar estos movimientos India lanzó la Operación Python la noche del 8 de diciembre de 1971. Un grupo de ataque compuesto por la lancha lanzamisiles INS Vinash y una escolta de dos fragatas atacó a los barcos que se encontraban frente al puerto de Karachi. El petrolero de la flota  paquistaní PNS Dacca recibió dos misiles que le causaron daños irreparables y dos barcos mercantes, SS Harmattan y SS Gulf Star, fueron hundidos durante el ataque. Al acercarse a Karachi un patrullero paquistaní fue hundido por las fragatas.

### 1973

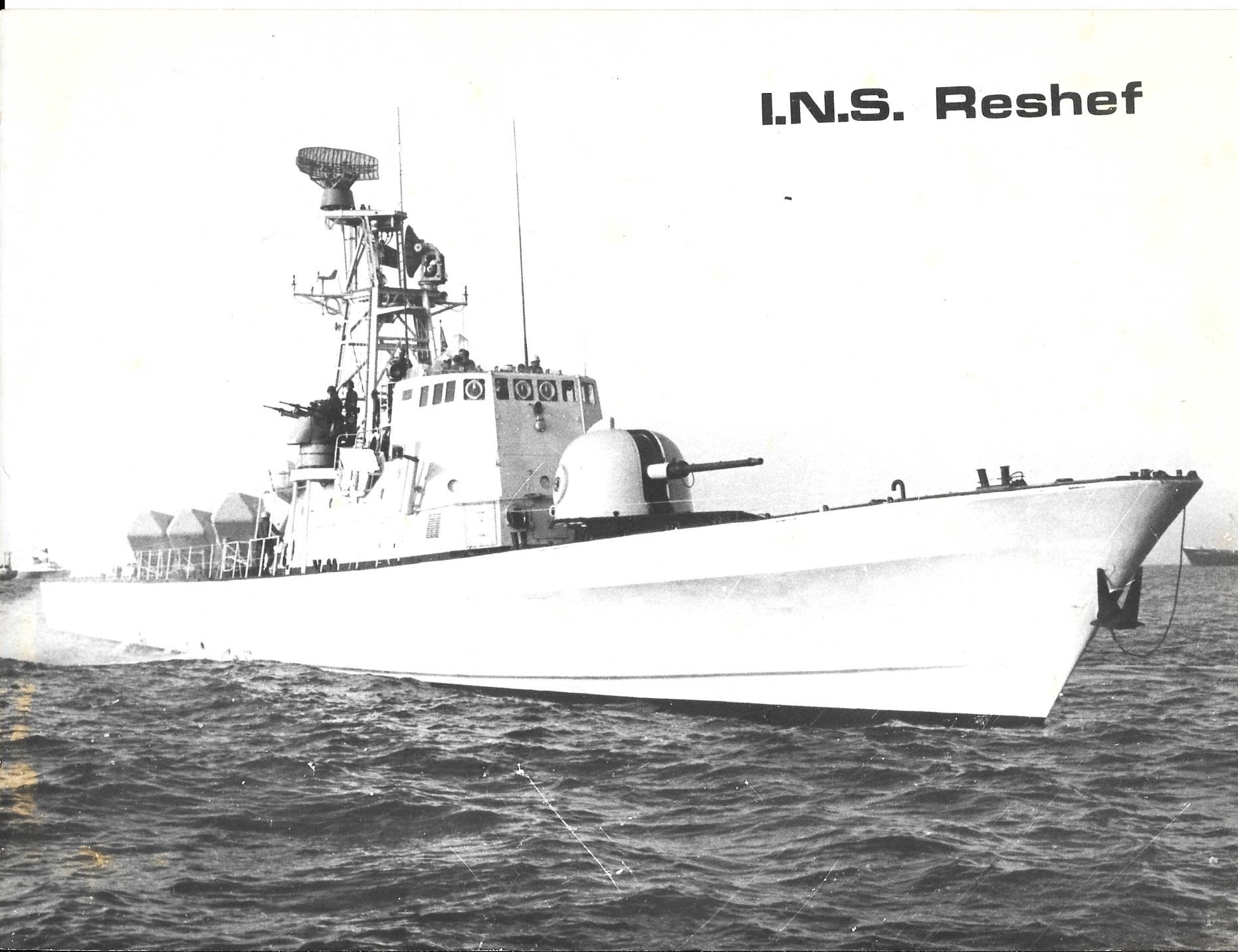
Foto tomada en abril de 1973 de la Sa'ar 4 INS Reshef. Se pueden apreciar los lanzadores de misiles Gabriel.

En 1973 la marina de guerra egipcia en el Mediterráneo consistía en 12 lanchas lanzamisiles clase Osa, 10 submarinos, 26 lanchas torpederas, 3 destructores, 2 fragatas y varios dragaminas y patrulleras. Siria contaba con 3 lanchas clase Osa, 6 clase Komar, 11 lanchas torpederas y dos dragaminas. Los israelíes contaban con 12 lanchas lanzamisiles clase Sa'ar y 2 clase Reshef. La superioridad naval árabe y los recursos limitados llevaron a Israel a contar con una pequeña y compacta fuerza naval, con espíritu ofensivo y volcada en la guerra electrónica, máxima maniobrabilidad de los buques y empleo de misiles. El mando naval israelí había desarrollado después de 1967 tácticas para contrarrestar a las lanchas armadas con el misil Styx y para enfrentar fuerzas superiores.
En la guerra de octubre las lanchas israelíes neutralizaron con contramedidas electrónicas y señuelos los misiles Styx que les fueron lanzados por lanchas egipcias y sirias. En cambio los israelíes hundieron 9 unidades de combate árabes con los nuevos misiles antibuque Gabriel, que tuvieron su bautismo de combate. Las innovaciones israelíes de emplear señuelos e interferencia de radar forjaron los procedimientos básicos empleados hasta hoy para evadir misiles. En la guerra los israelíes dispararon 50 misiles Gabriel, reclamando 19 blancos. Se estima que los árabes dispararon cerca de 50 misiles Styx, ninguno hizo blanco.

Diagrama primera batalla de Latakia.

El 7 de octubre de 1973 tuvo lugar la Batalla de Latakia, la primera en que hubo sólo combate de misiles e interferencias electrónicas. Los israelíes buscaban destruir la flota siria y seis lanchas clase Sa'ar salieron a buscar a los sirios al puerto de Latakia. Emplearon la táctica de dejar que los sirios disparasen sus misiles primero, usando contramedidas electrónicas y chaff para desviar los misiles Styx. Luego los barcos israelíes cerraron distancia para disparar sus misiles Gabriel, hundiendo tres buques lanzamisiles sirios. Además hundieron una lancha torpedera con fuego de artillería y el minador Yarmuk con misiles. La flota siria no se atrevió a volver a salir al mar abierto durante el resto de la guerra.

Diagrama batalla de Baltim-Damietta.

La batalla de Baltim–Damietta se desató un día después de la batalla de Latakia, cuando seis lanchas lanzamisiles clase Sa'ar se dirigieron a Port Said. Esta vez los israelíes se encontraron en el mar con cuatro lanchas clase Osa procedentes de Alejandría. El combate lo iniciaron los egipcios, que dispararon sus misiles Styx sin lograr ningún blanco. Tras ello pusieron rumbo a Alejandría, con los israelíes tratando de ponerse a distancia de disparo. Cuando lo lograron dispararon sus misiles Gabriel y dos lanchas egipcias fueron hundidas, siguiéndoles una tercera minutos después. La cuarta lancha egipcia logró regresar a su base. Doce misiles Gabriel y alrededor de 15 misiles Styx fueron empleados.
Tras su derrota inicial los sirios emplazaron sus lanchas lanzamisiles en la boca del puerto de Latakia y Banias, respaldadas por baterías de artillería costera. Para provocar a los barcos sirios a salir a mar abierto la noche del 10 de octubre las lanchas israelíes atacaron. La Armada siria envió dos lanchas lanzamisiles desde Banias y dos desde Latakia, que dispararon sus misiles. En Latakia las lanchas sirias utilizaron los barcos mercantes anclados en el puerto para protegerse, entrando y saliendo de entre ellos para disparar sus misiles. Los barcos israelíes respondieron con misiles  Gabriel, que impactaron en un barco japonés y otro griego. Israel reclamó haber hundido dos lanchas clase Osa, aunque en realidad solo dañó una Komar.

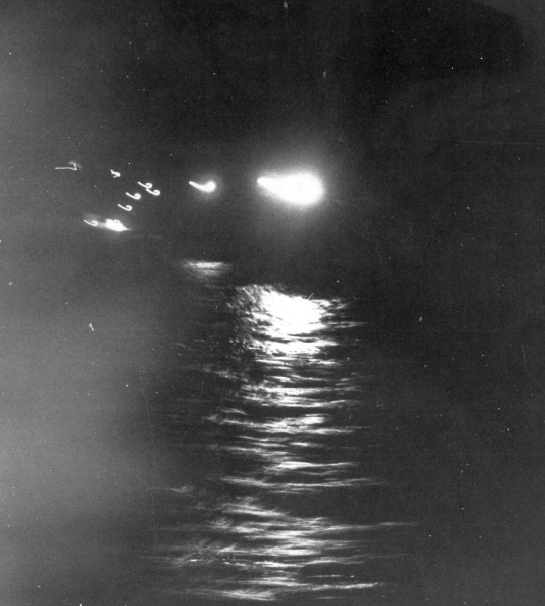
Foto nocturna tomada desde un buque israelí de un misil Styx.

La noche del 11 al 12 de octubre los israelíes atacaron Tartus. Dos lanchas clase Komar sirías lanzaron cuatro misiles Styx, que no hicieron blanco. Los israelíes lanzaron 8 misiles Gabriel. Uno de ellos impactó en un mercante ruso. También en este caso Israel reclamó dos clase Osa, aunque se cree que los sirios no fueron alcanzados.
Adicionalmente el 6 de octubre dos  Sa'ar atacaron a cinco lanchas clase Osa egipcios. Ninguno de los misiles israelíes hizo blanco. El primer día de la guerra dos Komar egipcias dispararon sus Styx contra tres buques de desembarco israelíes. También aquí los misiles fallaron. El 14 de octubre los israelíes atacaron a los egipcios en el fondeadero de Ras Gharib, en el Mar Rojo, hundiendo un pequeño mercante con misiles lanzados desde aviones.
Durante la guerra la VI Flota de EE. UU. y la Quinta Escuadra de la URSS se apostaron una frente a la otra en el Mediterráneo Oriental. A los almirantes de EE. UU. no les gustó la situación de inferioridad de sus buques. No solo no contaban con misiles antibuques ni defensas sino que los buques soviéticos podían disparar una primera salva de 50-80 misiles que hubiera hecho mucho daño a la VI Flota, pudiendo haber hundido sus portaviones. En 1973 la V Eskadra soviética, que desde 1965 discutía a la VI Flota norteamericana el dominio, llegó a sumar 96 unidades navales.

### 1982
En 1982 nuevamente los misiles antibuque fueron noticia mundial a raíz del ataque de los aviones 
Super Etendard argentinos y sus misiles Exocet AM-39 al HMS Sheffield. Esta fue la primera vez que un buque de combate moderno de primera línea (en este caso un destructor antiaéreo) era alcanzado. El HMS Sheffield no era la primera víctima de un misil antibuque, pero su hundimiento dejó bien claro que una Fuerza Aérea con medios limitados ya era capaz de poner en aprietos a armadas más poderosas, como la Royal Navy. La guerra de Malvinas también fue el primer uso en combate de misiles antibuque como batería costera. Los argentinos dispararon al HMS Glamorgan, que a causa de los daños debió combatir durante horas el incendio causado por un misil Exocet dejándolo fuera de combate.
En Malvinas también debutaron en combate los misiles antibuque AS-12 lanzados por helicópteros Wasp, empleándose contra el submarino argentino ARA Santa Fe. Los misiles británicos Sea Skua, lanzados por helicópteros Lynx, también debutaron en combate. Los misiles neutralizaron un buque mercante y un patrullero argentino.

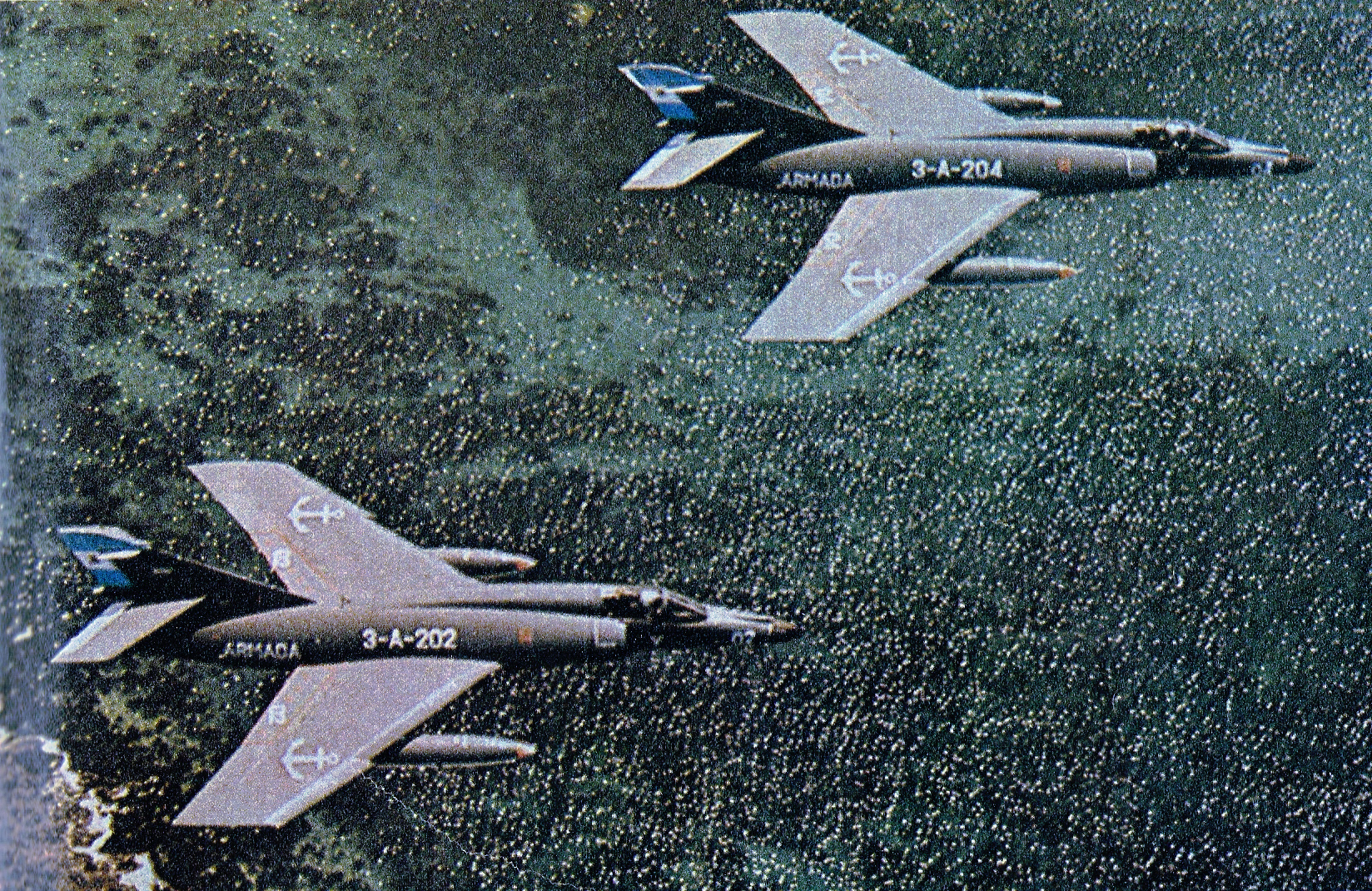
Super Étendard argentino en 1982.

Al empezar la guerra Argentina había recibido solo cinco de los catorce misiles Exocet pedidos, y de hecho no estaban operativos. Los técnicos de la Armada Argentina fueron capaces de ponerlos en servicio sin asistencia del fabricante. Francia creía que Argentina no sería capaz de emplear en combate los misiles, ni los aviones Super Etendard, y así lo comunicó a los ingleses. Mientras la flota británica se acercaba a las islas los argentinos estuvieron dos semanas practicando tácticas de combate, simulando ataques a los destructores Tipo 42 ARA Hércules y ARA Santísima Trinidad que habían comprado a Gran Bretaña. El 4 de mayo de 1982, la Aviación Naval Argentina atacó el destructor HMS Sheffield utilizando sus aviones Super Étendard equipados con misiles Exocet AM-39, hundiendose días después. Un Lockheed SP-2H Neptune detectó la presencia de barcos británicos. Contra ellos se enviaron dos Super Étendard, apoyados por un avión cisterna KC-130H, para hacer posible acercarse a baja altura para eludir los radares británicos y desde un rumbo que los ingleses no esperaran. Los argentinos no fueron detectados hasta que dispararon el primer Exocet, que impactó en el HMS Sheffield sin explotar, pero el combustible del motor del misil se desparramó, provocando un pavoroso incendio, empeorado por la propia destrucción de la sala de control. El grave incendio acabó hundiéndolo. El segundo Exocet disparado falló el blanco, se cree que gracias a las contramedidas, aunque parece que pasó cerca del HMS Yarmouth.
El Exocet podía ejecutar tres formas de ataque. La primera era con una aproximación en vuelo rasante, para luego ascender y picar contra el blanco para perforar el buque y detonar en lo más profundo de su casco. La segunda era sobrevolar el blanco y explotar sin hacer contacto, a modo de perdigonada, logrando la destrucción de sus radares, antenas y armamento inteligente, dejando de facto al buque inutilizado. La tercera era aproximarse al objetivo en vuelo rasante, penetrar el casco del buque y estallar milésimas de segundos después. Este fue el modo de ataque que eligieron los argentinos cuando prepararon sus misiles.
El hundimiento del HMS Sheffield hizo evidente las carencias en defensa aérea de la Royal Navy. Una de las nuevas tácticas fue emparejar cada una de las dos fragatas Tipo 22 con uno de los dos destructores Tipo 42 restantes. El emparejamiento se denominó extraoficialmente Tipo 64, la suma de los números de ambas clases. las parejas se desplegaron a cierta distancia de la flota, cubriendo las posibles rutas de ataque, complementando el radar y misiles Sea Dart de largo alcance del Tipo 42 con los misiles Sea Wolf de corto alcance del Tipo 22. Así el 12 de mayo de 1982 la pareja HMS Brilliant y HMS Glasgow se enfrentó a los aviones argentinos, aunque no a misiles. También se pidió ayuda a Francia para combatir los misiles y se recurrió a todo tipo de contramedidas y señuelos contra los misiles argentinos. Varios helicópteros Sea King fueron desplegados remolcando señuelos y lanzando pantallas de chaff para así intentar engañar a los misiles Exocet.
El 25 de mayo de 1982 los argentinos lanzaron dos Super Étendard en un nuevo ataque contra la zona donde se estimaba se encontraba la flota inglesa. Se siguió el mismo patrón de ataque, baja altura y reabastecimiento en vuelo. La fragata HMS Ambuscade detectó la señal de los radares Agave, dando la alarma. Inmediatamente se activaron las contramedidas, y señuelos, que desviaron el rumbo de los dos misiles. Uno cayó al mar pero el otro encontró un nuevo blanco, el buque portacontenedores Atlantic Conveyor. El Exocet perforó el casco y explotó en la bodega, provocando un incontrolable incendio que terminó por hundirlo.
Tras el éxito del Exocet el Estado Mayor de la Armada estudió la posibilidad de emplear sus Exocet MM-38 instalados en buques, realizando una instalación improvisada terrestre que fue llevada a las islas Malvinas. Está instalación fue fruto del ingenio de los técnicos argentinos, sorprendiendo incluso al fabricante del misil. El 1 de junio el lanzamiento de dos Exocet fracasó y otros dos Exocet adicionales fueron enviados desde Argentina. El 12 de junio de 1982 se disparó un misil Exocet desde tierra contra el HMS Glamorgan, que apoyaba con sus cañones el ataque británico en tierra. El barco fue alcanzado sufriendo graves daños y provocando el fallecimiento de 14 marinos y muchos heridos. El daño pudo ser peor, si no hubiese sido por el rumbo del buque y el rápido viraje a estribor ordenado por el capitán al detectar al misil.
El 30 de mayo se lanzó un ataque compuesto por dos Super Étendard, cuatro A-4 Skyhawk y dos KC-130H. Uno de los Super Étendard llevaba el último Exocet disponible. Cuando el radar Agave señaló un blanco se disparó el Exocet y los A-4 le siguieron. Dos fueron derribados y los otros dos atacaron al portaaviones HMS Invincible.

### 1986
En 1986 el misil Harpoon hizo su debut en combate con la armada de EE. UU., cuando esta lo empleó en el golfo de Sidra, destruyendo 2 lanchas clase Combatante II y una corbeta clase Nanuchka de Libia.
Desde enero EE. UU. realizaba maniobras militares en el Golfo de Sirte. En marzo de 1986 las tensiones entre EE. UU. y Libia llegaron a un punto álgido, como resultado de ataques terroristas de alto perfil y la disputa sobre el Golfo de Sidra. La Sexta Flota de EE. UU. desplazó los grupos de combate de los portaaviones USS America, USS Coral Sea y USS Saratoga.Libia contaba con media docena de lanchas clase Osa II, armadas con misiles SS-N-2A Styx un par de corbetas clase Nanuchka, cuatro corbetas clase Assad y algunos patrulleros lanzamisiles clase Combattante II armados con misiles Otomat. Era una fuerza insuficiente para hacer frente a los americanos pero aun así Gadaffi dio órdenes de plantar cara a los americanos.
Cuando varios misiles SA-5 fueron lanzados contra aviones americanos que patrullaban sobre el Golfo de Sidra se recibieron órdenes de lanzar la operación Prairie Fire. Varias lanchas libias se dirigieron hacia buques estadounidenses que habían cruzado la línea marcada por Libia en el Golfo de Sidra. Cuando uno de los patrulleros libios fijó en su radar a un avión estadounidense el destructor USS  Richmond K. Turner respondió disparando dos misiles RGM-84 Harpoon. Este alcanzó a la patrullera Waheed, que fue remolcada a Bengasi con graves daños.
La tensión siguió subiendo y poco después aviones A-6 Intruder localizaron una patrullera clase La Combattante II y la atacaron, primero con un misil Harpoon y luego con bombas de racimo Rockeye. Unas horas después aviones A-6E atacaron con misiles Harpoon a la corbeta clase Nanuchka Ain Zaquit porque estimaron se dirigía hacia el USS  Yorktown. Uno de los misiles causó graves daños a la corbeta. Al mismo tiempo el USS Yorktown disparó dos misiles Harpoon contra otra patrullera clase La Combattante II, inutilizándola.
El día siguiente la corbeta libia Ain Mara fue interceptada por aviones A-6E y atacada con bombas Rockeye. Posteriormente fue hundida por un misil Harpoon lanzado desde otro A-6E.

### Guerra de los petroleros: 1984-88
Durante la guerra Irán-Irak se atacaron a petroleros y mercantes para imposibilitar las exportaciones y así debilitar al enemigo. En 1984 ambas partes firmaron una moratoria por la cual se comprometían a no atacar objetivos civiles. Poco después Irak violó el acuerdo, lo que llevó a Irán a reanudar los ataques. El 1 de noviembre de 1986, Kuwait solicitó ayuda ddo que los petroleros bajo su bandera eran atacados con frecuencia. En 1987 EE. UU. ofreció a Kuwait que once petroleros kuwaitíes operaran con bandera de los Estados Unidos y fueran scoltados por la US Navy.
Entre 1981 y 1988, en la guerra entre Irán e Irak, 155 de los 286 casos de buques mercantes atacados fueron alcanzados por misiles antibuque. De ellos 71 buques debieron ser dados de baja por los daños y 17 se hundieron a causa de los ataques. En esta guerra el misil Exocet AM-39 fue utilizado por docenas por parte de Irak. Un gran número de misiles Exocet no explotaron al impactar en sus blancos.
Ante la derrota de la marina el peso de las operaciones navales recayo en la fuerza aérea y sus misiles antibuque. Para defenderse los iraníes agruparon sus petroleros en convoyes, protegidos por buques de guerra y aviones. También se emplearon señuelos para engañar a los misiles. Los iraquíes con el tiempo mejoraron considerablemente sus tácticas y diversificaron sus formas de ataque. Al final de la guerra los Mirages atacaban en combinación con otros aviones.
La Armada norteamericana en 1987 sufrió en sus propias carnes a los misiles. Ese año la fragata USS Stark fue alcanzada por dos misiles Exocet AM-39 lanzados por un avión Mirage F-1EQ iraquí. A causa de este ataque 37 marinos norteamericanos fallecieron y 21 quedaron heridos. La fragata no tenía activados sus sistemas de defensa. Tres días antes del ataque, el 14 de mayo, el destructor USS Coontz (DDG-40), envió mensajes de advertencia a un Mirage F-1 iraqi que se dirigía hacia el barco. El 12 de febrero de 1988 un Tu-16 Badger iraquí disparó dos misiles Silkworm contra el destructor USS Chandler(DDG-996), que fallaron. El destructor estaba escoltando un convoy junto al USS Reuben James.

### Guerra Irán-Irak:1980-88
En los años iniciales de la guerra Irak empleó misiles SS-N-2 (P-15 Termit) desde aviones Tu-22 y lanchas clase Osa. Frente a ellos los iraníes emplearon misiles Harpoon, Sea Killer y también Maverick. Irán fue uno de los primeros clientes de exportación del misil Harpoon y los empleó en la guerra. A partir de 1987 China empezó a suministrar a Irán copias del misil Styx, denominado HY-2 Silkworm. Los iraníes fueron tras la guerra los primeros clientes extranjeros del misil C-802 chino, copia del Exocet, que emplearon en la modernización de su flota. De hecho EE. UU. puso trabas a la compra de estos misiles y los iraníes acabaron produciendo una copia local a partir del año 2001, el misil Noor.
Antes de la caída del Sha Irán había encargado 12 patrulleras clase Kaman (Combattante II) y 222 misiles AGM-84A Harpoon. La mayor parte de las  patrulleras y unos pocos misiles fueron recibidos antes de 1979. Irán también montó un lanzador quíntuple de misiles Sea Killer en las cuatro fragatas clase Alvand que recibió en la década de 1980. A pesar de su alcance de solo 25 km de una cabeza de combate de 70 kg se emplearon en combate contra Irak, con poco éxito (se estima que fue empleado seis veces contra mercantes). Los iraníes buscaron mejoras, integrando la cabeza buscadora del misil Maverick en los misiles italianos para producir su copia.

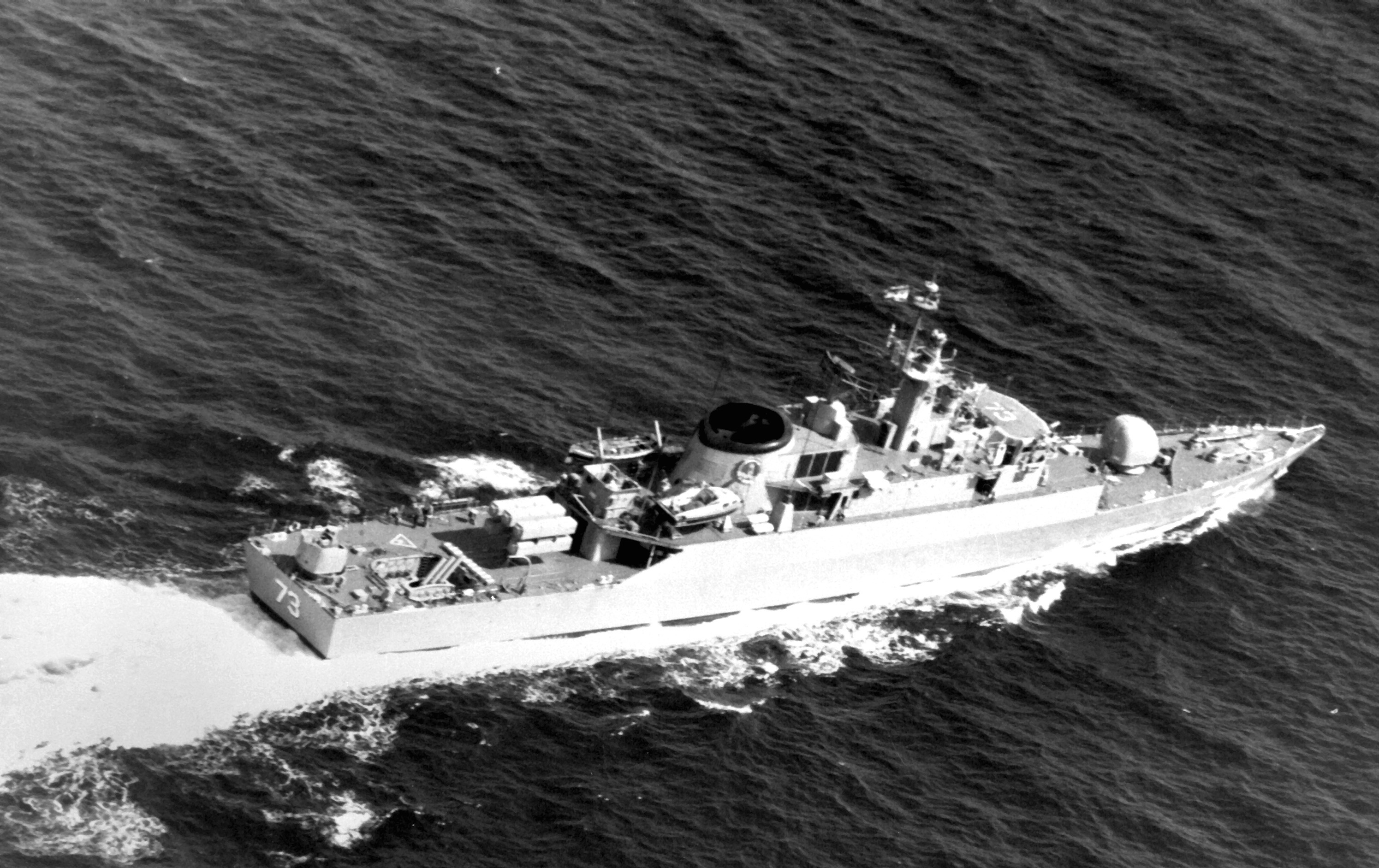
Foto tomada en 1977 de la fragata Sabalan, se puede ver el lanzador quíntuple de misiles Sea Killer Mk.2 en la popa. Esta fragata fue dañada en 1988 por aviones de la US Navy basados en el USS Entrepise.

Irak también se reforzó antes y durante la guerea. Un total de 16 helicópteros Super Frelon se incorporaron desde 1977 a la Fuerza Aérea iraquí, equipados con radares Omera ORB-31D y misiles Exocet AM39. El éxito del Exocet en Malvinas llevó a Irak a comprar grandes cantidades de misiles y Mirage F-1EQ-5 para lanzarlos. Se estima que de 350 a 400 misiles Exocet fueron adquiridos entre 1979 y 1988. Mientras los Mirage llegaban Francia accedió a alquilar a finales de 1983 cinco aviones Dassault Super Étendard, prestados por la marina francesa. En China se compraron al menos cuatro bombarderos H-6D, armados con misiles C-601 Silkworm, siendo uno de ellos derribado por cazas iraníes. 
Además de ataques a barcos mercantes la guerra también vio combates entre buques militares. En 1980 dos barcos iraníes clase Combattante II bloquearon los puertos de Al Faw y Umm Qasr durante la Operación Moravid. En respuesta la Armada iraquí envió lanchas torpederas P-6 y clase Osa II. Los barcos iraníes hundieron a 2 Osas con misiles Harpoon. A su vez las Osas atacaron con misiles Styx hundiendo un barco iraní. La Fuerza Aérea de Irán empleó misiles AGM-65 Maverick para hundir 3 Osa II y 4 P-6. La Operación Morvared fue un indudable éxito de los iraníes, hundiendo el 80 por ciento de la flota iraquí (incluidos 5 labzamisiles clase Osa). 
Los Súper Frelon iraquíes lanzaron varios ataques con misiles Exocet, reclamando tres buques de guerra iraníes en 1982, entre ellos la corbeta IRNS Kahnamoui de la clase Bayandor. Los iraníes reconocieron los ataques, pero negaron que los barcos fueran hundidos, solo dañados.

### 1988
En julio de 1987 un petrolero kuwaití con matrícula estadounidense chocó contra una mina iraní durante la primera misión de convoy realizada por EE. UU. La US Navy desplegó más fuerzas y barcos. En septiembre helicópteros de EE. UU. atacaron un barco iraní que estaba colocando minas durante la noche. En los meses siguientes, más petroleros y una fragata sufrieron daños, haciendo subir la tensión.
En 1988 barcos de guerra de Estados Unidos se enfrentaron con fuerzas iraníes en el Golfo. Durante la operación Praying Mantis fueron destruidas una lancha lanzamisiles Combattante II y una fragata iraníes. La USAF organizó misiones de reconocimiento de la costa de Irán para localizar los emplazamientos de misiles antibuque Silkworm.

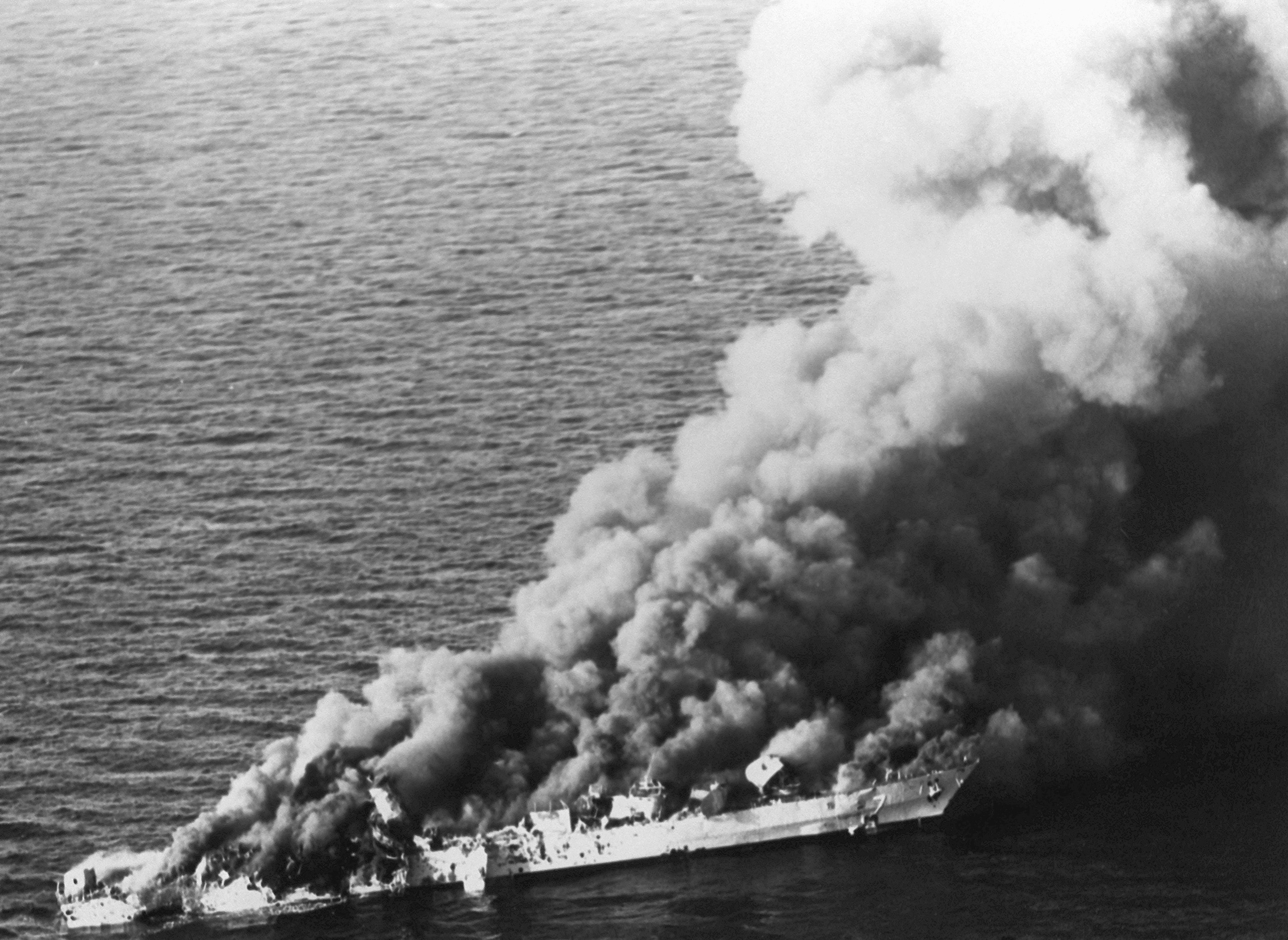
La fragata iraní Sahand arde tras haber sido alcanzada por un misil Harpoon y bombas de fragmentación

La lancha lanzamisiles Joshan disparó un misil Harpoon contra las tres fragatas del grupo de combate americano, que lanzó chaff para engañarlo. El misil no impactó y los americanos contratacaron con miles SM-1 que destruyeron el barco iraní. Informes posteriores revelaron que la armada iraní tenía órdenes de no enfrentarse a los buques americanos y que los Harpoon ya no estaban operativos, por lo que se cree que en realidad se disparó un misil SA-7 contra un helicóptero MH-6. Intencionadamente o no el disparo fue interpretado como el de un misil antibuque.
La fragata Sahand también estaba  en la zona de operaciones. Cuando disparó contra los aviones A-6 Intruder americanos estos respondieron con un misil Harpoon y bombas de fragmentación. La fragata USS Joseph Strauss disparó otro misil Harpoon contra la fragata, coordinándose con el ataque de los A-6. En total la fragata recibió tres misiles Harpoon. Hubo varios informes acerca de disparo de misiles Silkworm iraníes, no confirmados por parte de Irán ni del fuentes oficiales de EE. UU.

### 1991
En la guerra del golfo Pérsico fue destruido un minador iraquí mediante misiles Harpoon lanzados por aviones de ataque A-6, cruceros y destructores. En esta guerra volvió a ser utilizado el misil Sea Skua lanzado por helicópteros Lynx británicos, logrando neutralizar a 12 unidades menores iraquíes.
Los iraquíes atacaron al acorazado USS Missouri (BB-63) con un misil Silkworm.  El acorazado empleó contramedidas y el misil fue engañado, después de lo cual fue derribado por el HMS Gloucester.
Los helicópteros Lynx de la Royal Navy armados con misiles Sea Skua hicieron equipo con los Seahawks damericanos, al carecer estos de un misil antibuque efectivo pero tener mejores capacidades para localizar unidades iraquíes. El 24 de enero de 1991 un Lynx atacó tres dragaminas iraquíes en las proximidades de la isla Qaruh, hundiendo dos. Cinco días más tarde helicópteros Lynx atacaron unidades iraquíes que se dirigían a la Batalla de Khafji, hundiendo dos y dañando varias otras.

### 2006
En julio de 2006 un misil chino tipo C-802 fue lanzado desde una batería costera de la organización  Hezbolá. El misil impactó en la popa de la corbeta israelí clase SAAR 5 Hanit, que se encontraba aproximadamente a 15 kilómetros de la costa del Líbano, causando la muerte de 4 marinos y un incendio que tardó unas horas en ser controlado. El buque sobrevivió y tuvo que ser remolcado a puerto. 
Un segundo misil C-802 fue lanzado instantes después del primero, alcanzando y hundiendo a un pequeño mercante.

### 2011
El patrullero libio Vittoria fue atacado por un avión P-3C Orion americano. Este lanzó un misil Maverick que dejó a la patrullera muy dañada.

### 2016
En octubre de 2016 el buque de transporte HSV-2 Swift de la marina de guerra de Emiratos fue alcanzado por un misil antibuque en el estrecho de Bab Al Mandeb. Según se cree el misil era un C-802. 
Unos días después el destructor USS Mason (DDG-87) informó haber sido atacado en el Mar Rojo por un par de misiles antibuque (supuestamente C-802) disparados desde la costa de Yemen. Ninguno de los misiles disparados contra el USS Mason alcanzó su objetivo ya que el barco lanzó un misil SM-2, dos misiles ESSM y contramedidas. Cuatro días después el USS Mason volvió a repeler otro ataque de misiles en circunstancias similares.

### 2017
En junio de 2017 un buque de Emiratos fue objetivo de un misil cuando salía del puerto de Al Mokha, sin ser alcanzado.

### 2018
En julio de 2018 la fragata saudí 
Al Madinah (F-702) recibió el impacto de un misil antibuque. Los huzíes reclamaron el empleo de un misil Mandab 1, de fabricación propia, en el ataque. Más tarde se reveló que se había tratado de una lancha suicida. Ese mismo mes un buque de desembarco de la marina de Emiratos fue alcanzado por un misil cerca del puerto de Hodeidah. De un modo u otro misiles Styx, probablemente copias chinas o iraníes, han llegado a Yemen y parecen haber sido usados en varias ocasiones.

### 2022

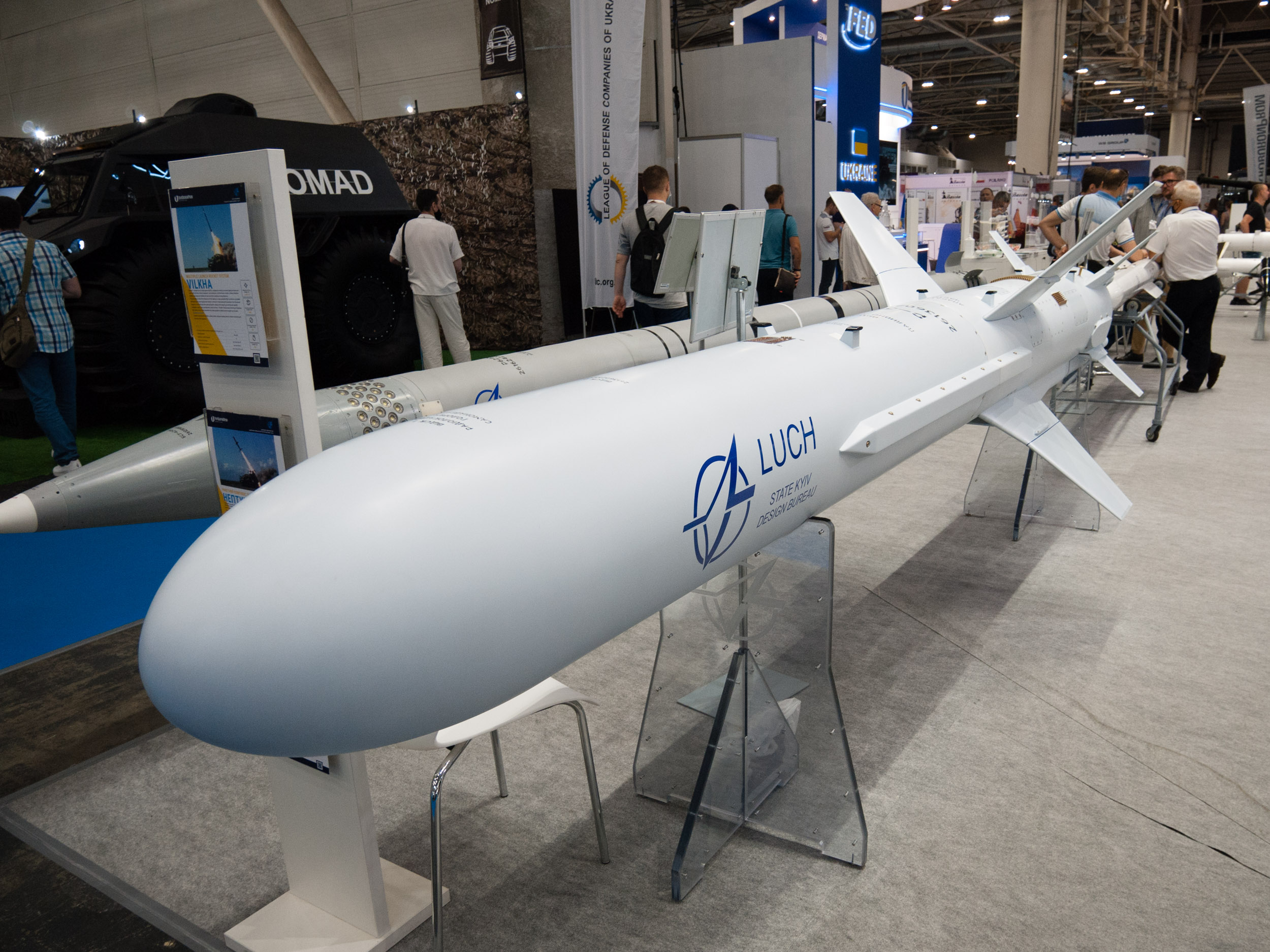
Un misil R-360 Neptuno

El 13 de abril de 2022, el gobierno ucraniano afirmó haber alcanzado el crucero ruso Moskva con dos misiles R-360 Neptuno, lo que provocó el hundimiento del Moskvá. El gobierno ruso no confirmó el ataque, pero admitió que el barco se hundió tras un incendio. Si las afirmaciones ucranianas son ciertas, el Moskva podría ser el buque de guerra más grande jamás inutilizado o destruido por un misil, según Carl Schuster, capitán retirado de la Marina de los EE. UU. y ex director de operaciones del Centro Conjunto de Inteligencia del Comando del Pacífico de los EE. UU.

## Sistemas antibuque de lanzamiento aéreo

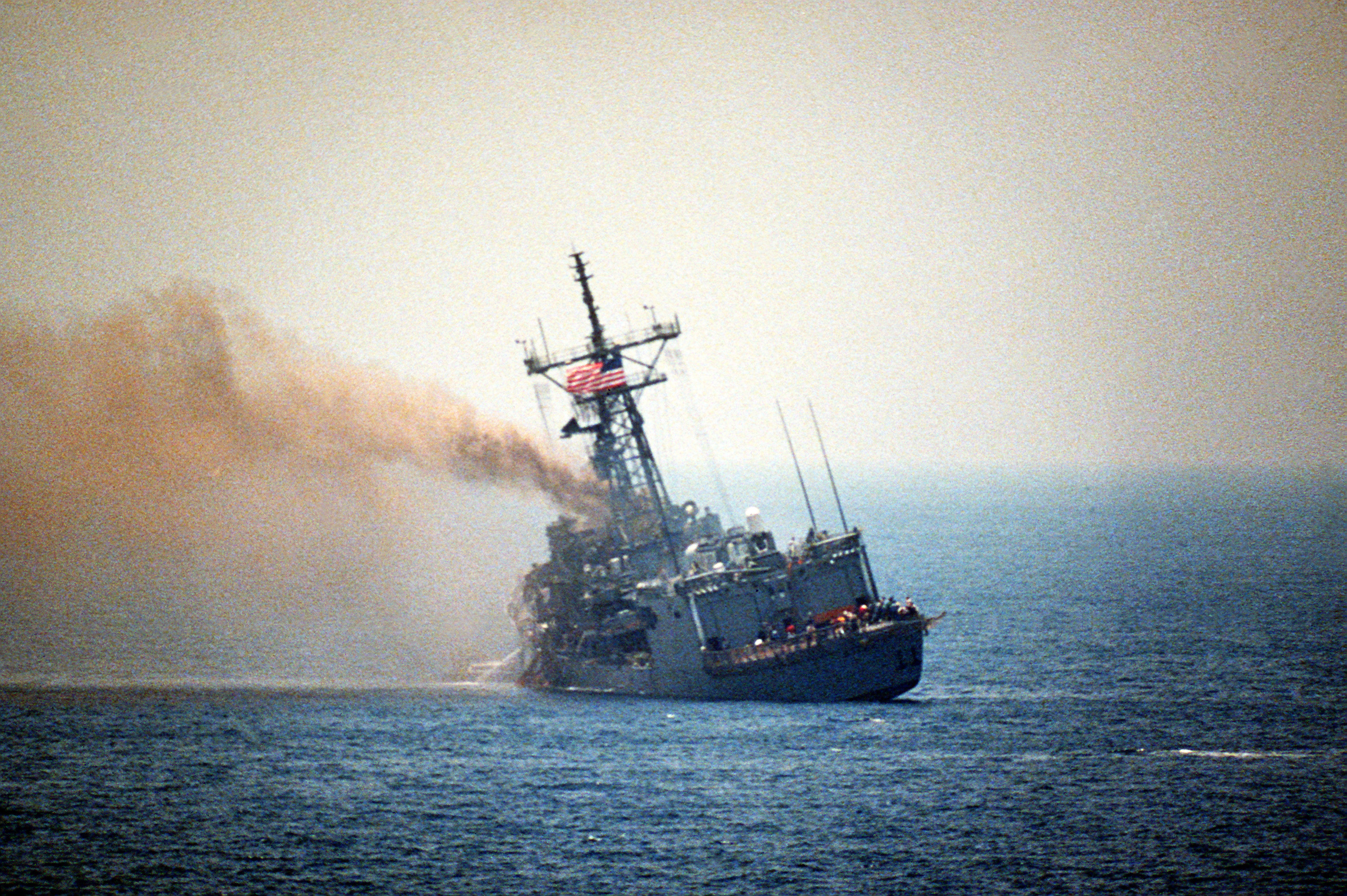
La fragata USS Stark (FFG-31) estadounidense escorada a babor, en el Golfo Pérsico, tras ser alcanzada por dos misiles antibuque Exocet AM.39 desde un Mirage F1 iraquí, el 17/03/1987. Posteriormente fue reparada y permaneció en servicio activo hasta el 07/05/1999.

Los sistemas antibuque de lanzamiento aéreo están compuestos por bombas, torpedos o misiles específicamente diseñados para la destrucción de buques y montados a bordo de una aeronave. Entre los actualmente en servicio se encuentran el Exocet AM.39, el Harpoon o el AS-15, por citar unos ejemplos.

## Sistemas antibuque de lanzamiento desde la tierra o el mar

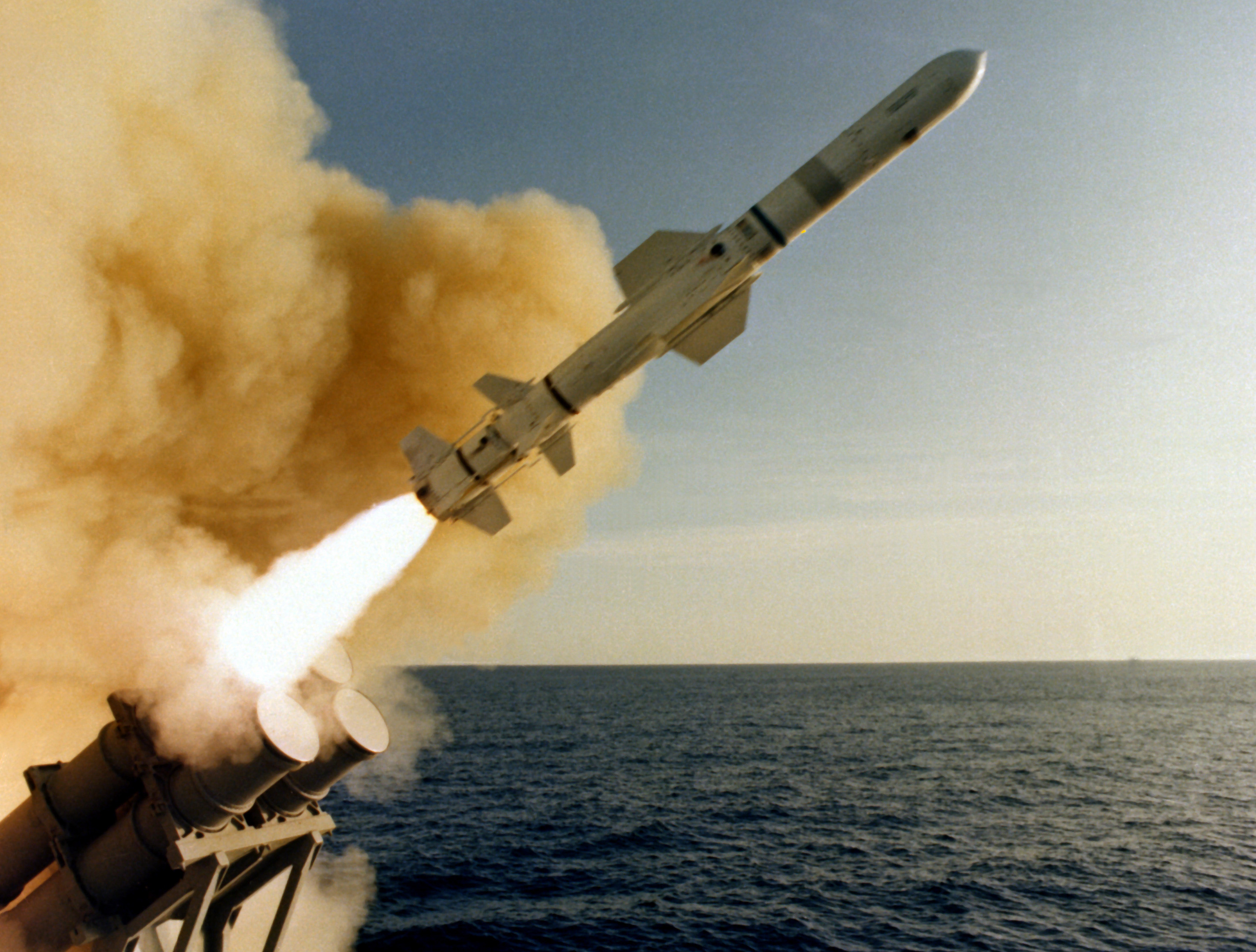
Vista de un misil superficie-superficie Harpoon RGM-84, inmediatamente después de salir de un lanzador de botes a bordo del crucero USS LEAHY (CG-16), cerca del Centro de Pruebas de Misiles del Pacífico, California.

Los sistemas antibuque de lanzamiento desde la superficie están compuestos por piezas de artillería embarcadas o costeras, montadas sobre un lanzador inclinado o un camión con el lanzador vertical frente a la costa.
Lanzados con torpedos desde submarinos o misiles específicamente diseñados para la destrucción de otros buques, montados en tierra o sobre un buque (incluidos los submarinos), pueden ser lanzados desde los tubos de torpedos, desde el sistema de lanzamiento vertical de misiles del submarino o de un barco de guerra. 
Entre los actualmente en servicio se encuentran el Exocet MM.40, el AGM-84 Harpoon de superficie o el SS-N-19, por citar unos ejemplos.
Entre los sistemas basados en tierra destaca el ruso Bastión , creado para defender la franja costera y armado con hasta 24 misiles supersónicos P-800 Ónix. Es capaz de proteger el litoral en un radio de 600 kilómetros contra cualquier operación de desembarco del enemigo. Los misiles tienen un alcance de hasta 300 kilómetros con una trayectoria de vuelo alta-baja y de hasta 120 kilómetros de vuelo al nivel del mar.

## Fiabilidad de los sistemas antibuque
La fiabilidad de los sistemas antibuque se ha demostrado muy elevada en distintos conflictos bélicos recientes, incluso bajo condiciones extremas y en presencia de sistemas antimisil como en la Guerra de Malvinas. Sin embargo la tasa de éxito de los misiles ha sido históricamente menor cuando se ha encontrado defensores alerta y preparados.
Los torpedos son especialmente devastadores, sin embargo son lentos y solo pueden ser lanzados desde la costa, submarinos y barcos de guerra, mientras que los misiles antibuque causan un daño menor, son lanzados a mayor distancia desde un barco, submarino, helicóptero o avión de combate, pero todavía son bien capaces de destruir blancos de tamaño pequeño e intermedio con gran eficacia. 
Las bombas de caída libre y la artillería naval están hoy en día en retroceso, pero ningún país ha renunciado totalmente a poseerlas.

## Misiles antibuque

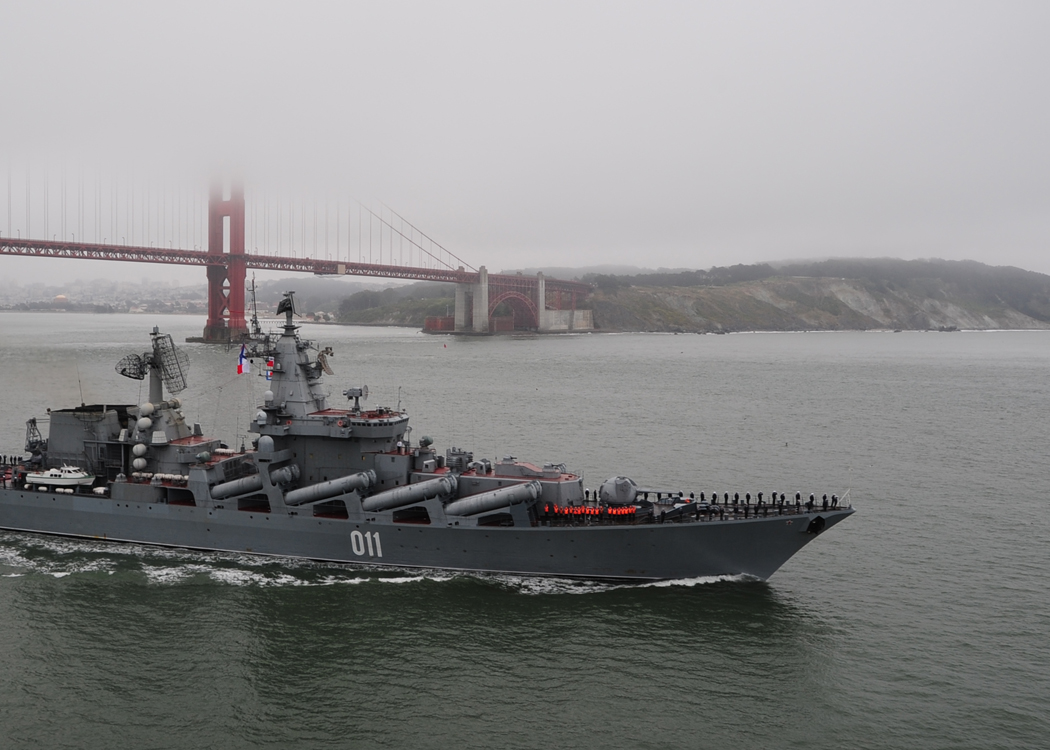
El crucero Varyag de la clase Slava, sale de la Bahía de San Francisco. Ocho pares de contenedores de misiles P-500 son visibles.